# Jacques Parizeau
Pour les articles homonymes, voir Parizeau.
Pour l’article ayant un titre homophone, voir Jacques Parisot.
Jacques Parizeau, né le 9 août 1930 à Montréal et mort dans la même ville le 1er juin 2015, est un économiste, haut fonctionnaire, professeur et homme politique québécois.
Professeur à HEC Montréal de 1955 à 1976 et de 1985 à 1989, Jacques Parizeau s'est spécialisé en questions d'économie politique, d'administration publique et de commerce international.
Haut fonctionnaire, il a été conseiller des premiers ministres Jean Lesage, Daniel Johnson et Jean-Jacques Bertrand. Il a joué un rôle clé dans la mise en place de plusieurs institutions issues de la Révolution tranquille, notamment la Société générale de financement, la Caisse de dépôt et placement et la Régie des rentes.
Collaborateur de René Lévesque, il est également une figure majeure du Parti québécois et l'un des principaux ministres du gouvernement du Québec élu en 1976. À la suite du référendum de 1980, il est responsable de négocier avec les employés du secteur public durant la crise économique du début des années 1980. En 1984, il rompt avec René Lévesque et quitte la politique.
En 1988, il revient à la vie publique et devient chef du Parti québécois. Il milite pour l'Accord de libre-échange et contre l'Accord du lac Meech. Aux élections de 1989, il est élu chef de l'opposition. Il appuie la formation du Bloc québécois et milite contre l'Accord de Charlottetown en 1992.
En 1994, Jacques Parizeau est élu premier ministre du Québec. Il engage son mandat sur la tenue d'un second référendum sur la souveraineté du Québec, en octobre 1995, puis il démissionne à la suite de la victoire du « Non ».
Par ses contributions à l'organisation des affaires de l'État québécois et à la formation d'une classe d'affaires francophone, Jacques Parizeau est un acteur majeur de l'histoire politique du XXe siècle au Québec.

## Biographie

### Famille Parizeau

#### Ancêtres
Jacques Parizeau descend de Jean Delpué, un soldat de la compagnie LaFreydière du régiment de Carignan-Salières, établi en Nouvelle-France depuis le 17 août 1665. Au fil des générations, le nom Delpué est devenu Dalpé, puis Parizeau.
Son arrière-grand-père Damase Parizeau (1841-1915) a quitté la ferme familiale pour travailler dans le commerce du bois au tournant des années 1870. Devenu un marchand prospère, il a participé à la fondation de la Chambre de commerce francophone de Montréal (dont il a assuré la présidence de 1890 à 1891). Il a également été député à l'Assemblée législative du Québec de 1892 à 1897.
Son grand-père Télesphore Parizeau (1867-1961) était un médecin diplômé de la faculté de médecine de Paris. Formé à l'Institut Pasteur, il a été chirurgien à l'hôpital Notre-Dame. Il a aussi été professeur, puis doyen de la faculté de médecine de l'Université de Montréal de 1934 à 1938.

#### Enfance
Jacques Parizeau vient au monde à Notre-Dame-de-Grâce le 9 août 1930. Aîné de trois enfants — suivi de Michel (1931-1971) et Robert (né en 1935) —, il est le fils de Gérard Parizeau (1899-1994), un homme d'affaires de Montréal, et de Germaine Biron, fille d'Édouard Biron, un notaire de Westmount,.
Élevé dans un milieu privilégié, tant sur le plan matériel qu'intellectuel, Jacques Parizeau grandit « dans une famille bien plus que [...] dans un pays ». Diplômé des Hautes études commerciales (HEC) de Montréal, son père occupe différents postes dans la fonction publique fédérale (notamment celui de secrétaire particulier de Lomer Gouin lors de son mandat comme ministre de la Justice) avant de devenir courtier d'assurances en 1925. Tout en travaillant dans ce secteur, Gérard Parizeau commence également à enseigner aux HEC en 1928. Il y enseigne l'histoire du commerce et l'histoire économique du Canada.

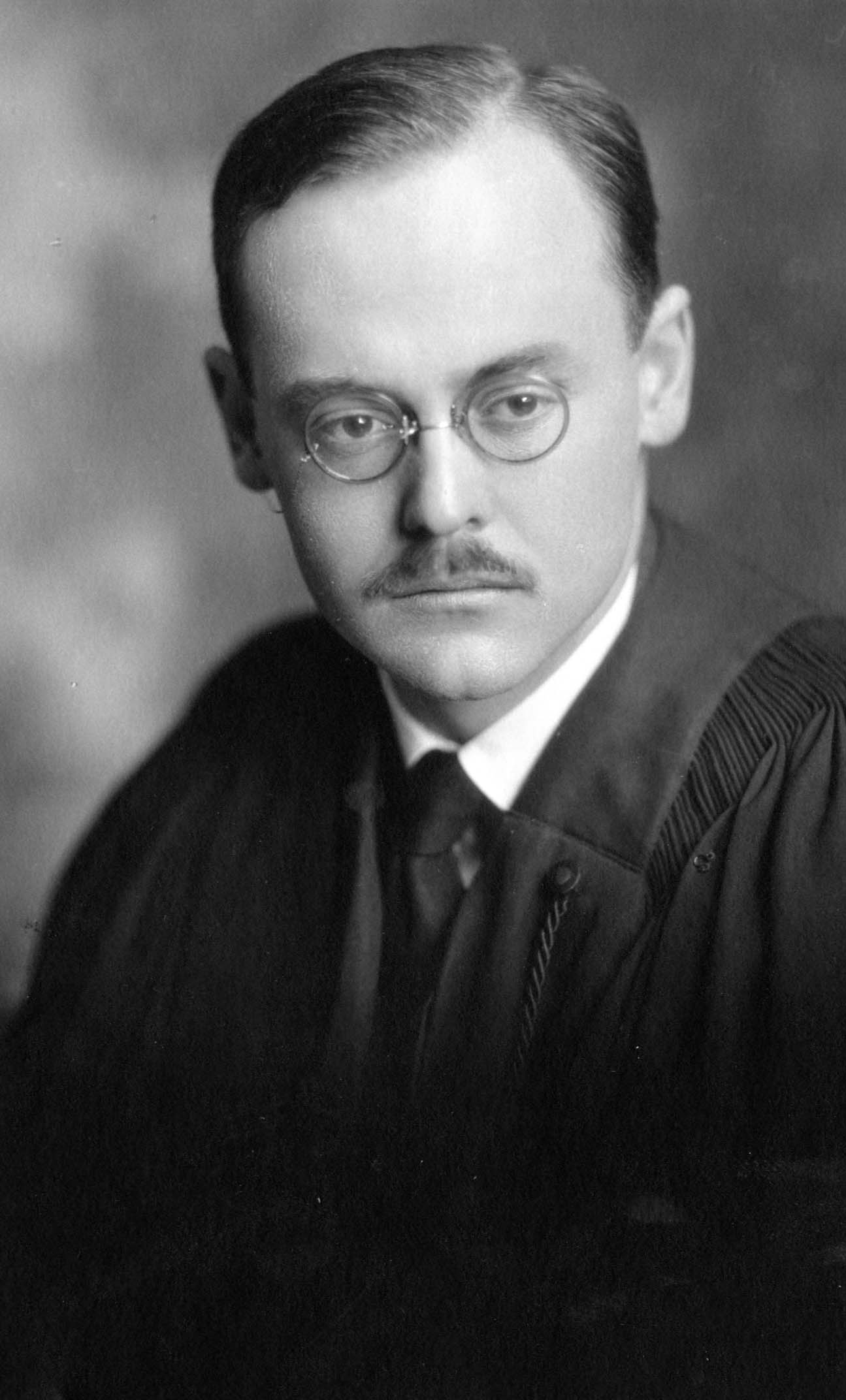
Gérard Parizeau, père de Jacques Parizeau.

Homme cultivé et courtois, Gérard Parizeau est aussi un grand lecteur. Admirateur de la pensée de Lionel Groulx et d'Édouard Montpetit, il s'intéresse aussi beaucoup à la politique et à l'histoire. Discret, il s'exprime peu sur ses convictions politiques. Fidèle au Parti libéral, mais conservateur sur le plan des valeurs, Gérard Parizeau est aussi un nationaliste membre de la Société Saint-Jean-Baptiste de Montréal qui s'oppose farouchement au traditionalisme incarné par Maurice Duplessis. Sa rigueur et sa conscience sociale auront une grande influence sur son fils.
Pour la mère de Jacques Parizeau, la situation est fort différente. Femme de tête, de caractère affirmé et combatif, Germaine Parizeau ne recule devant aucune polémique. Sa personnalité se reflète dans l'ambition qu'elle a pour ses trois fils. Comme elle se plaît à répéter à son mari, « ce n’est pas en élevant ses enfants dans l’humilité et la résignation qu’on en fait des hommes ». Féministe engagée, Germaine Parizeau est très active dans le mouvement pour le droit de vote pour les femmes au Québec, et milite aux côtés de Thérèse Casgrain tout au long des années 1920 et 1930.

### Études

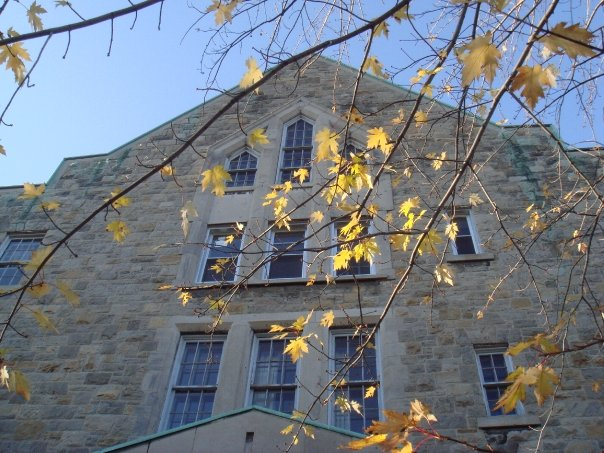
Jacques Parizeau fréquente le collège Stanislas de Montréal de 1939 à 1947.

#### Collège Stanislas
Dès la petite enfance, Jacques Parizeau commence à apprendre l'anglais. Il fréquente une maternelle anglophone et participe l'été à des camps animés par des anglophones à l’école Darcy McGee.
En septembre 1939, Jacques Parizeau entre au Collège Stanislas de Montréal. Contrairement aux collèges classiques dirigés par le clergé diocésain, ce collège situé à Outremont (inspiré de son homologue parisien) emploie des professeurs laïcs suivant le programme scolaire français. Jacques Parizeau évolue ainsi dans un milieu très marqué par la culture française, ayant peu de contact avec la société québécoise et la culture populaire.
De tempérament studieux, Jacques Parizeau est un élève très assidu. Malgré son caractère peu sociable, il manifeste également des qualités de meneur d'hommes. Suivant l'initiative de deux professeurs, Guy et Jeannette Boulizon, le jeune garçon s'engage dans le mouvement scout. Il intègre le 55e Groupe Guynemer d’Outremont et obtient le surnom (totem) de « Belette vibrante ». Très actif dans les jeux scouts, il obtient le titre d'éclaireur. Il participe à des expéditions en Colombie-Britannique, en Abitibi et en Gaspésie, à la suite desquelles il devient chef de troupe. Il termine ses études au Collège Stanislas et décroche son baccalauréat avec la mention « Bien » le 27 mai 1947.

#### HEC Montréal
Le 8 septembre 1947, Jacques Parizeau commence sa licence en sciences commerciales à l'École des hautes études commerciales de Montréal (HEC). Dans cette institution liée à la Chambre de commerce de Montréal ainsi qu'à sa propre histoire familiale, le jeune homme au profil intellectuel se démarque. Alors que la plupart des étudiants de cette époque s'intéressaient essentiellement à la comptabilité, Jacques Parizeau s'intéresse plutôt à l'économie politique, au commerce international ainsi qu'aux questions de contrôle des changes. Se classant parmi les meilleurs étudiants, il est remarqué par le professeur François-Albert Angers et par le directeur des HEC Esdras Minville.
Économiste spécialisé en économie politique, Angers trouve en Jacques Parizeau un véritable disciple. Il le prend sous son aile, devient son mentor et développe avec lui une étroite relation. Malgré leurs intérêts communs, le mentor et le protégé s'opposent cependant sur le terrain de la politique. À cette époque où l'Union nationale de Maurice Duplessis domine la vie politique au Québec, contrairement à François-Albert Angers, Jacques Parizeau se sent peu interpelé par le nationalisme autonomiste (qu'il qualifie de « nationalisme […] essentiellement négatif, tourné vers le passé »). Intéressé davantage par les initiatives du gouvernement d'Ottawa (création des pensions de vieillesse, assurance-chômage, allocations familiales) que par la gestion des affaires courantes et le maintien des structures traditionnelles du Québec, Parizeau est alors un fédéraliste canadien convaincu.

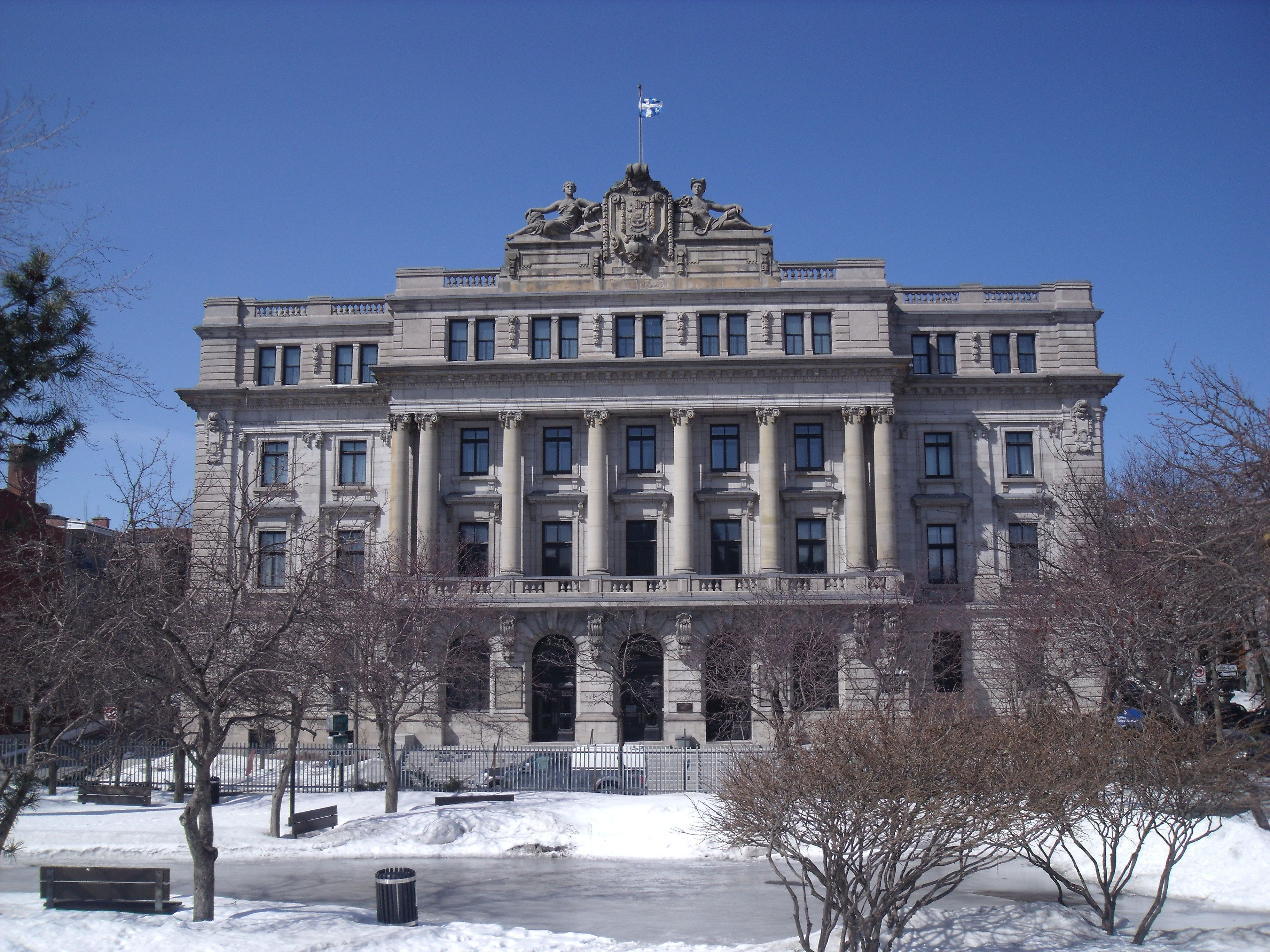
Jacques Parizeau étudie aux HEC de Montréal de 1947 à 1950. Il y enseigne ensuite de 1955 à 1976, puis de 1985 à 1989.

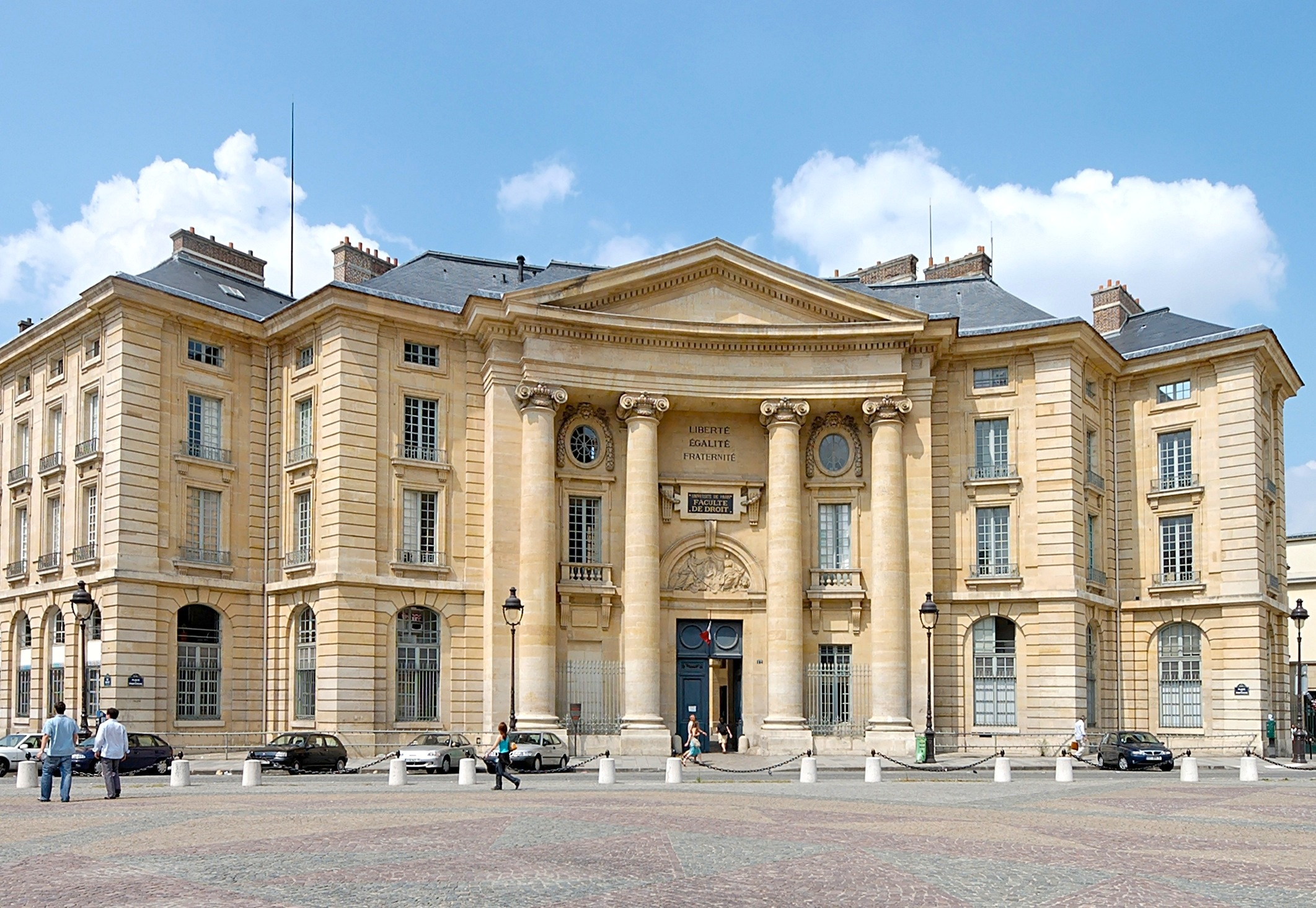
Après les HEC, Jacques Parizeau poursuit ses études à Paris de 1950 à 1953.

En mars 1950, Jacques Parizeau termine sa licence en sciences commerciales et présente sa thèse de fin de programme, intitulée Le conflit des réalités subjectives et objectives de la théorie de la valeur. Son travail lui mérite le prix Webster pour la meilleure thèse de l'année présentée aux HEC.

#### Paris et Londres
Dans les années 1950, le Québec connaît une croissance économique sans précédent. Malgré la prospérité matérielle, les Québécois francophones demeurent largement en situation d'infériorité économique par rapport à leurs compatriotes anglophones. Les entreprises les plus importantes du Québec étant alors contrôlées par des intérêts britanniques ou américains, les entreprises dirigées francophones se voient marginalisées au sein de leur propre société. La faible valeur accordée au savoir-faire canadien-français se reflétait également dans le manque de choix dans les emplois disponibles, même pour les diplômés universitaires, et dans le peu de spécialistes en économie au Québec.

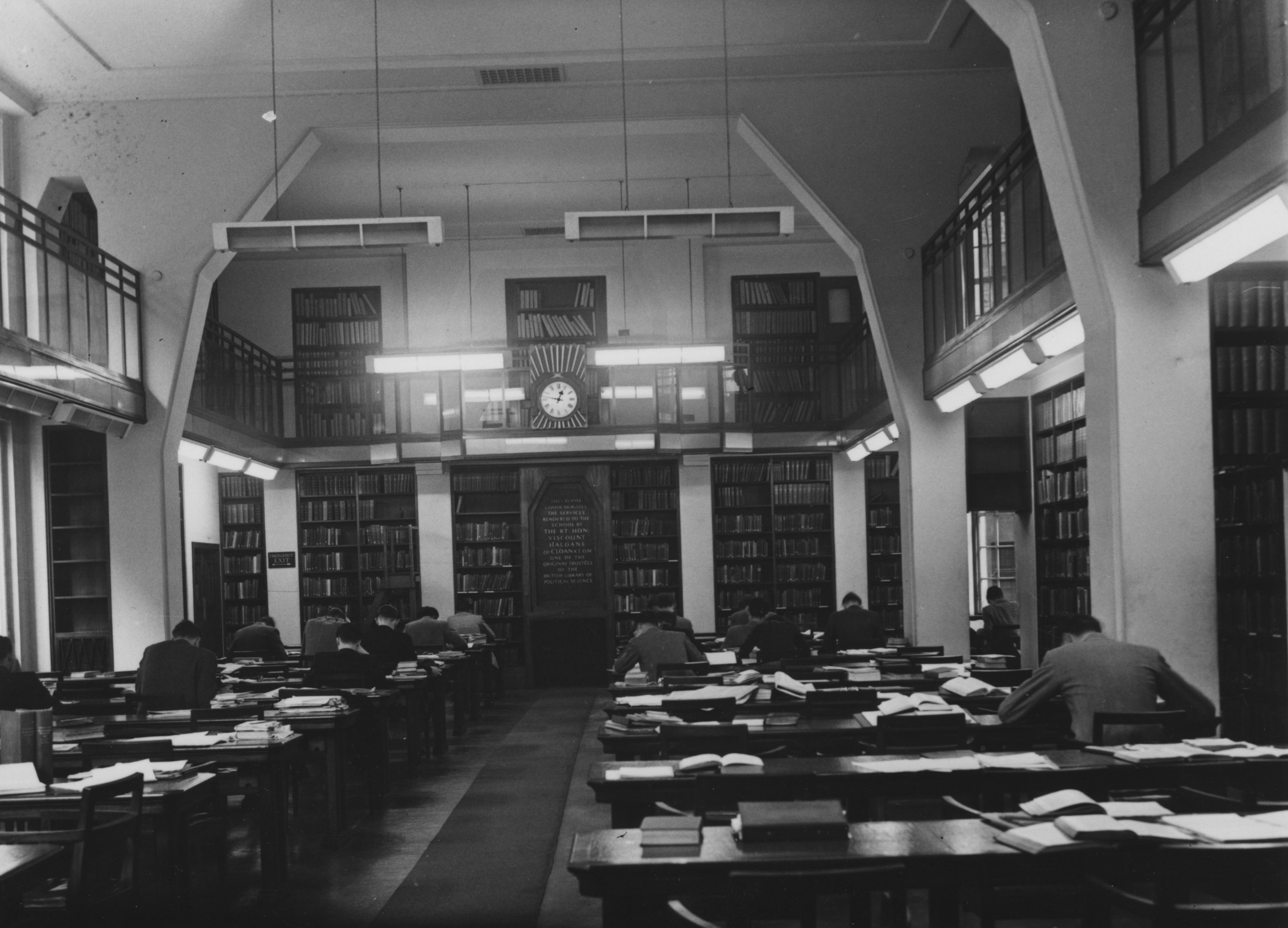
De 1953 à 1955, Jacques Parizeau effectue son doctorat à la London School of Economics sous la direction de James E. Meade (lauréat du prix Nobel d'économie en 1977).

Préoccupé par cette situation, le professeur François-Albert Angers cherche alors à former un contingent de jeunes économistes canadiens-français pouvant éclairer la société. Plus particulièrement, il tient à envoyer ses meilleurs étudiants se perfectionner en Europe afin qu'ils puissent faire profiter les futures générations de leurs connaissances, pour ainsi créer une véritable classe d'entrepreneurs de langue française au Québec. C'est dans cet esprit nationaliste qu'Angers propose à Jacques Parizeau de poursuivre ses études en France pour obtenir un doctorat. Misant sur son protégé, il propose de lui verser un salaire de professeur (payé par les HEC) pour toute la durée de ses études, à condition qu'à l'obtention de son diplôme, celui-ci revienne enseigner aux HEC. Ce marché conclu, à l'été 1950, Parizeau quitte donc le Québec et s'installe à Paris. Il y fait la connaissance de plusieurs économistes français réputés, tel que François Perroux, dont le credo interventionniste aura une influence durable sur sa pensée. Ces études lui permettent ainsi d'obtenir deux diplômes de cycle supérieur; l'un de l'Institut d'études politiques de Paris, l'autre de la Faculté de droit de Paris, en juin 1953.
Suivant la tradition des HEC, Angers avait insisté pour que Parizeau poursuive son éducation dans une institution française. Toutefois, au fil de ses études, Jacques Parizeau avait constaté le peu de valeur accordé aux diplômes français en économie, y compris en Angleterre et aux États-Unis. Ce constat s'ajoutant au mépris envers les francophones du Québec amène Jacques Parizeau à revoir sa stratégie. Afin d'obtenir toute la légitimité possible, surtout aux yeux des patrons anglophones, Jacques Parizeau décide plutôt de poursuivre ses études dans une institution de langue anglaise. En février 1953, il décide de quitter Paris pour Londres et de s'inscrire à la London School of Economics (LSE). Intéressé par de nouvelles approches en économie, choisissant de se « spécialiser en économétrie et en théorie mathématique », il soutient une thèse de doctorat dirigée par l'économiste James Edward Meade (disciple de John Maynard Keynes et lauréat du Prix Nobel d'économie en 1977) sur les échanges commerciaux du Canada de 1869 à 1952.
Au printemps 1955, à l'âge de 24 ans, Jacques Parizeau obtient son doctorat en économie de la LSE. Il devient alors le premier Québécois à obtenir un doctorat de cette prestigieuse institution.

### Enseignement et recherche
À l'automne 1955, Jacques Parizeau commence à enseigner aux HEC. On lui confie alors le cours de commerce international. Il devient également secrétaire général de la rédaction de la revue L'Actualité économique, revue du département précédemment dirigée par François-Albert Angers (et fondée par son père Gérard Parizeau, trente ans auparavant),.
Malgré le prestige rayonnant sur son emploi de professeur des HEC et sur ses trois diplômes universitaires, son salaire (51 $ par semaine en 1955) n'est pas suffisant pour lui permettre de bien gagner sa vie,. Ainsi, en plus de ses tâches d'enseignement et de recherche, en 1956-1957, Jacques Parizeau commence à donner des conférences à la radio, à la télévision et dans des événements publics. Suivant l'exemple de son mentor, il offre également son expertise à différentes entreprises et organismes, notamment la Confédération des syndicats nationaux (CSN). À la suite d'un stage à l'Université Queen's à Kingston, en 1958, il est embauché à la Banque du Canada. Malgré son doctorat de la LSE, Jacques Parizeau se bute à la résistance de ses supérieurs canadiens-anglais. La direction le relègue alors à un poste subalterne : celui de traducteur des rapports annuels de l'institution. Reflet du mépris envers les francophones, à la même époque, le plus haut placé des francophones dans la hiérarchie de la Banque du Canada était le gérant des bâtiments.

### Haut fonctionnaire de l'État québécois

#### Conseiller de la Révolution tranquille

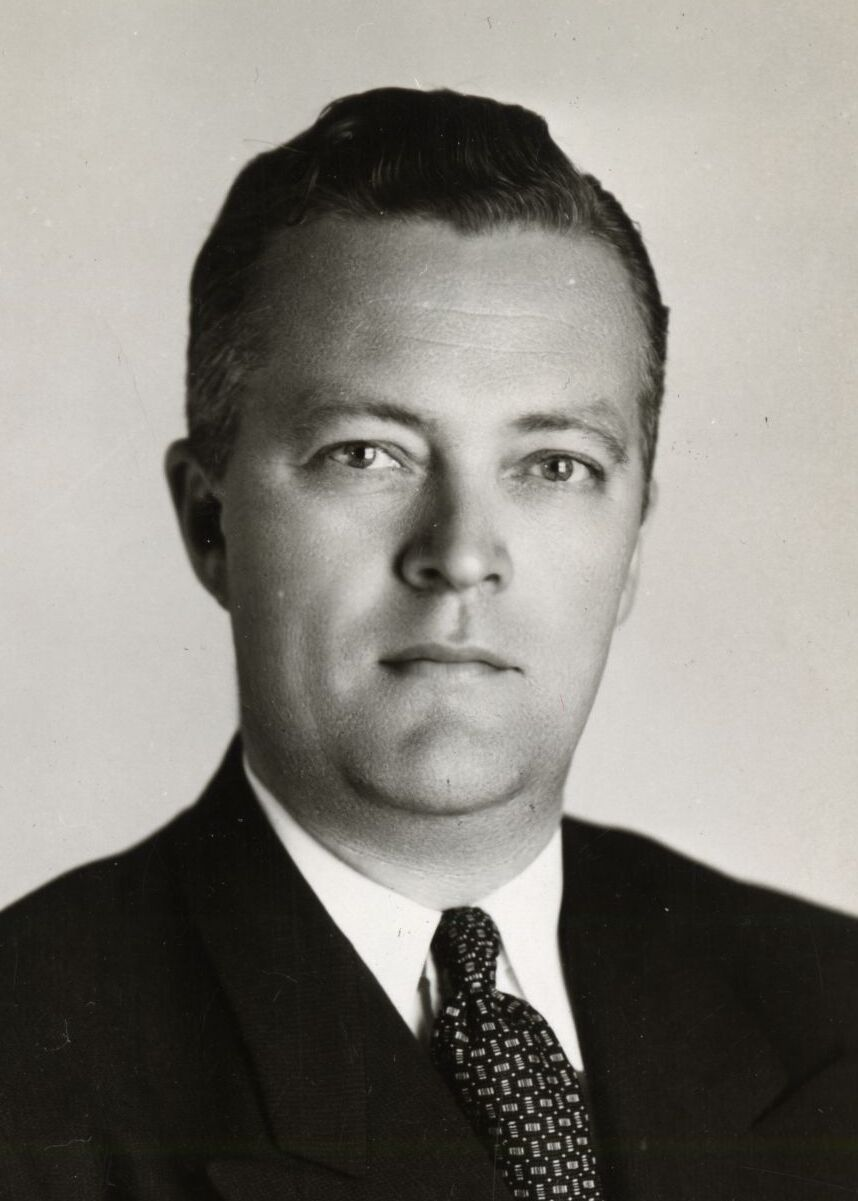
Jean Lesage recrute Jacques Parizeau comme conseiller économique après sa victoire en 1960.

Le 22 juin 1960, le Parti libéral dirigé par Jean Lesage est porté au pouvoir. Avec son équipe du tonnerre, le nouveau gouvernement élu entame une série de réformes. C'est le début de la Révolution tranquille. Dans la foulée de ces transformations administratives, sociales, économiques, politiques et culturelles, en avril 1961, Jacques Parizeau est recruté par Roland Parenteau, un collègue des HEC, pour intégrer le Conseil d'orientation économique (COE).
Cette entrée dans ce groupe de hauts fonctionnaires est un tournant majeur dans la carrière de Jacques Parizeau. Alors inconnu de tous, sauf de ses étudiants, le jeune professeur des HEC se retrouve soudain avec un accès rapide aux multiples couloirs du pouvoir politique. Il devient membre de divers comités produisant des rapports et des mémos, dans le but d'aider le premier ministre Jean Lesage à préparer ses réformes. Jacques Parizeau rejoint ainsi Arthur Tremblay (conseiller de Paul Gérin-Lajoie et premier sous-ministre du ministère de l'Éducation), Claude Morin (conseiller économique du premier ministre), Michel Bélanger et André Marier (conseillers du ministère des Richesses naturelles dirigé par René Lévesque), ainsi que Roch Bolduc (responsable de la réforme de la fonction publique) et Yves Pratte (adjoint de Louis-Philippe Pigeon, conseiller juridique du premier ministre).

#### Commission Parent et Société générale de financement
L'une des premières réformes auxquelles Jacques Parizeau participe est celle du système d'éducation. En 1962, un recensement du taux de scolarité au Québec indique que 54 % des adultes de plus de 25 ans n'ont pas dépassé la 6e année du primaire. Ce constat lourd amène Paul Gérin-Lajoie à prendre rapidement des mesures pour transformer le système d'éducation québécois. Ainsi, dès novembre 1961, Jacques Parizeau est délégué comme consultant économique pour la Commission Parent. Épaulé par une équipe de chercheurs des HEC, il réalise des études sur le coût de l'éducation à tous les niveaux. Ces études contribueront, avec d'autres, à la mise en place d'un Ministère de l'Éducation.
Dès octobre 1961, Jacques Parizeau participe également à la mise en place de la Société générale de financement (SGF) : une société d'État mixte, dirigée par un conseil d'administration québécois francophone (formé de 4 représentants de l'État et 4 représentants des caisses populaires), offrant des fonds aux entreprises en manque de capitaux et participant à la gestion de ces entreprises par le biais de leur capital-actions. Créée en juillet 1962, celle-ci a pour premier mandat d'établir une industrie sidérurgique d'État – Sidbec – au Québec dans le but de mettre fin au monopole de l'acier basé en Ontario. Si le projet de sidérurgie n'a pas le succès escompté à cause de la résistance des milieux financiers anglophones, la création de la SGF permet toutefois à Jacques Parizeau de mieux comprendre les forces et les influences qui s'opposent à la création de sociétés d'État québécoises.

#### Nationalisation de l'hydroélectricité

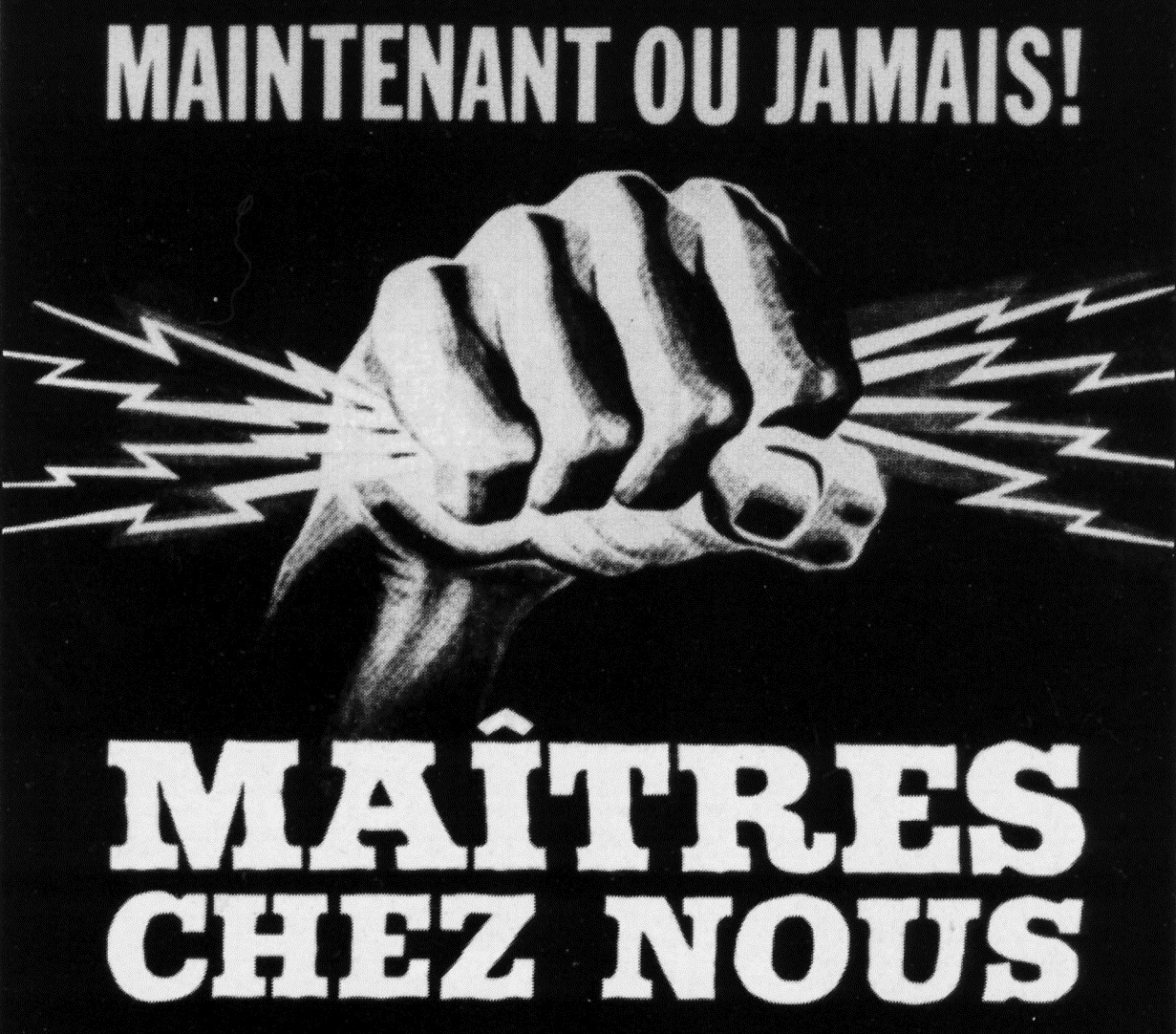
En 1962, le Parti libéral de Jean Lesage veut nationaliser l'hydroélectricité au Québec.

En avril 1962, le ministre René Lévesque reçoit un rapport du COE faisant état de la situation de l'électricité au Québec. À cette époque, le territoire québécois était desservi en électricité par onze entreprises privées. Ces entreprises étaient contrôlées par un syndicat financier canadien-anglais, dominé par la firme de courtage A. E. Ames & Sons, la Bank of Montreal et la compagnie d'assurances Sun Life. Malgré une étatisation partielle du secteur de l'électricité en 1944 par le gouvernement d'Adélard Godbout (avec la création d'Hydro-Québec), ces entreprises d'électricité demeuraient tout à fait hostiles à l'intervention de l'État. Ceci avait pour conséquence de maintenir en place des structures de prix favorisant les grandes entreprises canadiennes-anglaises ou étrangères, au détriment des ménages et des petites et moyennes entreprises québécoises, et de donner au syndicat financier de la rue Saint-Jacques un pouvoir écrasant sur les choix politiques et économiques du Québec.
Afin de mettre fin à cette situation, le ministre René Lévesque cherche à convaincre le gouvernement de nationaliser l'hydroélectricité au Québec. Il se tourne alors vers Jacques Parizeau pour lui demander de produire un rapport d'étude. Le 20 mai 1962, Jacques Parizeau remet un rapport qui appuie la nationalisation, à un coût estimé à environ 350 millions de dollars (soit plus du tiers du budget du gouvernement pour 1962-1963 – 988,7 millions de dollars). La nationalisation de l'hydroélectricité devient aussitôt un enjeu politique majeur. À l'automne, Jean Lesage décide de déclencher des élections anticipées sur la question. Le 14 novembre 1962, le Parti libéral est réélu avec une majorité accrue.
Malgré la victoire des libéraux, le syndicat financier de la rue Saint-Jacques continue à bloquer le financement du projet. En réaction, le gouvernement du Québec décide de se tourner vers les financiers de New York. Grâce à l'influence de Roland Giroux (un financier, nationaliste, président de l'une des rares maisons de courtage francophones de Montréal – Lévesque-Beaubien – et fin connaisseur des mécanismes de l'univers financier nord-américain), Jacques Parizeau et le haut fonctionnaire Michel Bélanger réussissent à obtenir les sommes nécessaires des financiers de Wall Street. L'entente est conclue le 22 novembre 1962.

#### Caisse de dépôt et placement et Régie des rentes du Québec
L'expérience de la nationalisation de l'hydroélectricité est déterminante pour Jacques Parizeau. Celle-ci le motive à trouver une façon de libérer l'État québécois de l'emprise du syndicat financier canadien-anglais. En fouillant dans les dossiers du ministère des Finances, Jacques Parizeau découvre une série de fonds dispersés dans les comptes publics de l'État. Ces divers fonds (tels que le fonds des mariages protestants et le fonds de la Curatelle publique), pris séparément, n'avaient aucun impact significatif sur l'économie. Toutefois, en calculant leur total, Jacques Parizeau est frappé par une idée originale : s'ils étaient regroupés, ces fonds pourraient constituer une masse critique de capitaux à investir. Cette masse permettrait au gouvernement du Québec d'acheter lui-même des obligations, de s'activer sur le marché financier et d'ainsi orienter le développement économique en fonction des intérêts du Québec francophone. Le tout pourrait être géré par une « caisse centrale de l'État [...] rattachée administrativement au ministère des Finances ». Ce raisonnement de Parizeau sera à l'origine de l'une des créations majeures de la Révolution tranquille : la Caisse de dépôt et placement du Québec (CDPQ).
Au même moment, en mars 1963, le gouvernement de Jean Lesage songe à créer un régime public des rentes, géré par le gouvernement du Québec. Cette même idée est reprise par Lester B. Pearson, mais gérée par le gouvernement du Canada pour toutes les provinces. La gestion des fonds de retraite étant de compétence provinciale, le gouvernement Lesage s'oppose au projet du gouvernement Pearson. Souhaitant que le contrôle et le placement de l'argent au Québec demeurent l'affaire de l'État québécois, Lesage décide de combiner le projet de régime public des rentes à l'idée du regroupement de fonds trouvée par Jacques Parizeau : en plaçant sur le marché les fonds regroupés, c'est-à-dire en les investissant dans l'économie québécoise, ces sommes permettraient de stimuler le développement économique tout en faisant fructifier les épargnes des futurs retraités. Ce projet de régime capitalisé est présenté dans un geste d'éclat par Jean Lesage, lors d'une conférence fédérale-provinciale en mars 1964. Prenant de court le gouvernement fédéral (notamment la ministre Judy LaMarsh, jugeant que le gouvernement du Québec pourrait ainsi exercer sur les affaires « une sorte de national-socialisme, tel qu'il s'exerçait dans l'Allemagne nazie »), ce dernier concède au Québec le droit de créer son propre régime public. C'est ainsi que naît une deuxième institution phare de la Révolution tranquille, la Régie des rentes du Québec (RRQ). La CDPQ et la RRQ sont ainsi créées en juillet 1965 et commencent leurs opérations en janvier-février 1966,.

#### Retour au pouvoir de l'Union nationale

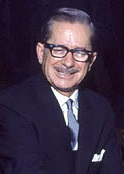
En 1966, après son élection comme premier ministre, Daniel Johnson retient les services de Jacques Parizeau.

En avril 1966, des élections sont déclenchées au Québec. À la surprise générale, l'Union nationale est portée au pouvoir, renvoyant l'équipe du tonnerre de Jean Lesage dans l'opposition. Craignant à un retour à la Grande noirceur duplessiste, le nouveau premier ministre Daniel Johnson crée la surprise en annonçant qu'il compte poursuivre les réformes de ses prédécesseurs, et en conservant les « technocrates sans âme » recrutés par Jean Lesage. Malgré ce changement de gouvernement, Jacques Parizeau continue ainsi à conseiller le premier ministre du Québec. Il a pour tâche, entre autres, de concevoir avec Roch Bolduc la première politique salariale de l'État québécois. Celle-ci est mise en place à la suite de grèves générales importantes (dans le secteur hospitalier en juillet 1966, dans le secteur de l'enseignement en janvier-février 1967, et au sein de la Régie des alcools du Québec [RAQ] en octobre 1968).
Également sous Johnson, Jacques Parizeau préside un comité d'études sur les institutions financières. En mars 1967, la « Commission Parizeau » propose un programme d'assurance-dépôts et un service central d'inspection et de contrôle des institutions financières. Dans son rapport final, elle recommande également de créer une agence de protection du consommateur et de simplifier le cadre juridique des institutions financières en permettant aux compagnies d'assurances, aux fiducies et à toutes les sociétés financières de faire concurrence aux banques sur leur propre terrain. Cette dernière suggestion se concrétisera, mais beaucoup plus tard, avec le décloisonnement et la concentration financière de la fin des années 1990.

### Vie politique

#### Entrée au Parti québécois
Toujours fédéraliste, en octobre 1967, Jacques Parizeau est invité à Banff en Alberta pour prononcer un discours dans le cadre de la Conférence nationale sur les fondements économiques de l'unité canadienne. Dans le train devant le mener à destination, l'économiste prépare son texte. Réfléchissant à la situation du Québec, il fait le tour de ses besoins et de ses capacités à obtenir une plus grande autonomie au sein d'une fédération et sur la scène mondiale. Lors de la conférence, il conclut son discours par un constat qui glace son auditoire : « La question de savoir si le Québec aura ou n’aura pas de statut particulier est byzantine. Québec a déjà un statut particulier embrassant tout un éventail d’activités. Il aura tôt ou tard un statut encore plus particulier. Il deviendra peut-être même indépendant. [...] Dès que l’autorité centrale n’a plus le contrôle des priorités et n’est plus en mesure de ménager des services communs, sinon identiques, toute politique économique risque de sombrer dans l’inefficacité ».
L'évolution de la situation politique confirme ses appréhensions. En juin 1968, Pierre Elliott Trudeau est porté au pouvoir avec le mandat de remettre le Québec à sa place au sein du Canada. En septembre 1968, Daniel Johnson disparaît, laissant la place à Jean-Jacques Bertrand, un nationaliste beaucoup plus conciliant que son prédécesseur à l'égard d'Ottawa. En octobre 1968, le Mouvement Souveraineté-Association de René Lévesque fusionne avec le Ralliement national de Gilles Grégoire pour fonder un nouveau parti : le Parti québécois (PQ). Pour Jacques Parizeau, la réforme du fédéralisme a été un échec. Les solutions proposées pour changer la constitution de 1867 n'avaient pas permis au Québec de se développer en fonction de ses intérêts propres. Pour résoudre cette impasse, il fallait mettre fin à la confusion et recentrer le pouvoir de l'État sur un seul pôle : celui de Québec.
Le 19 septembre 1969, Jacques Parizeau annonce en conférence de presse qu'il se joint au Parti québécois. Fruit d'une réflexion longuement mûrie, ce choix de militer dans un parti politique suscite cependant beaucoup d’inquiétude au sein de sa famille. Chez les Parizeau, la politique avait coûté la carrière de l’arrière-grand-père Damase. Au XIXe siècle, celui-ci s'était mis riche dans le commerce du bois. Fidèle au Parti libéral d'Honoré Mercier, Damase Parizeau avait toutefois choisi d'abandonner les libéraux à la suite du scandale de la Baie des Chaleurs et de se présenter pour le Parti conservateur aux élections de 1892. Aux élections suivantes en 1897, la population s'était retournée contre les conservateurs et Damase Parizeau avait perdu son siège. Criblé de dettes, perçu comme un traître par ses anciens amis libéraux, Damase Parizeau fut conduit à la faillite en 1903.

#### Candidat vedette

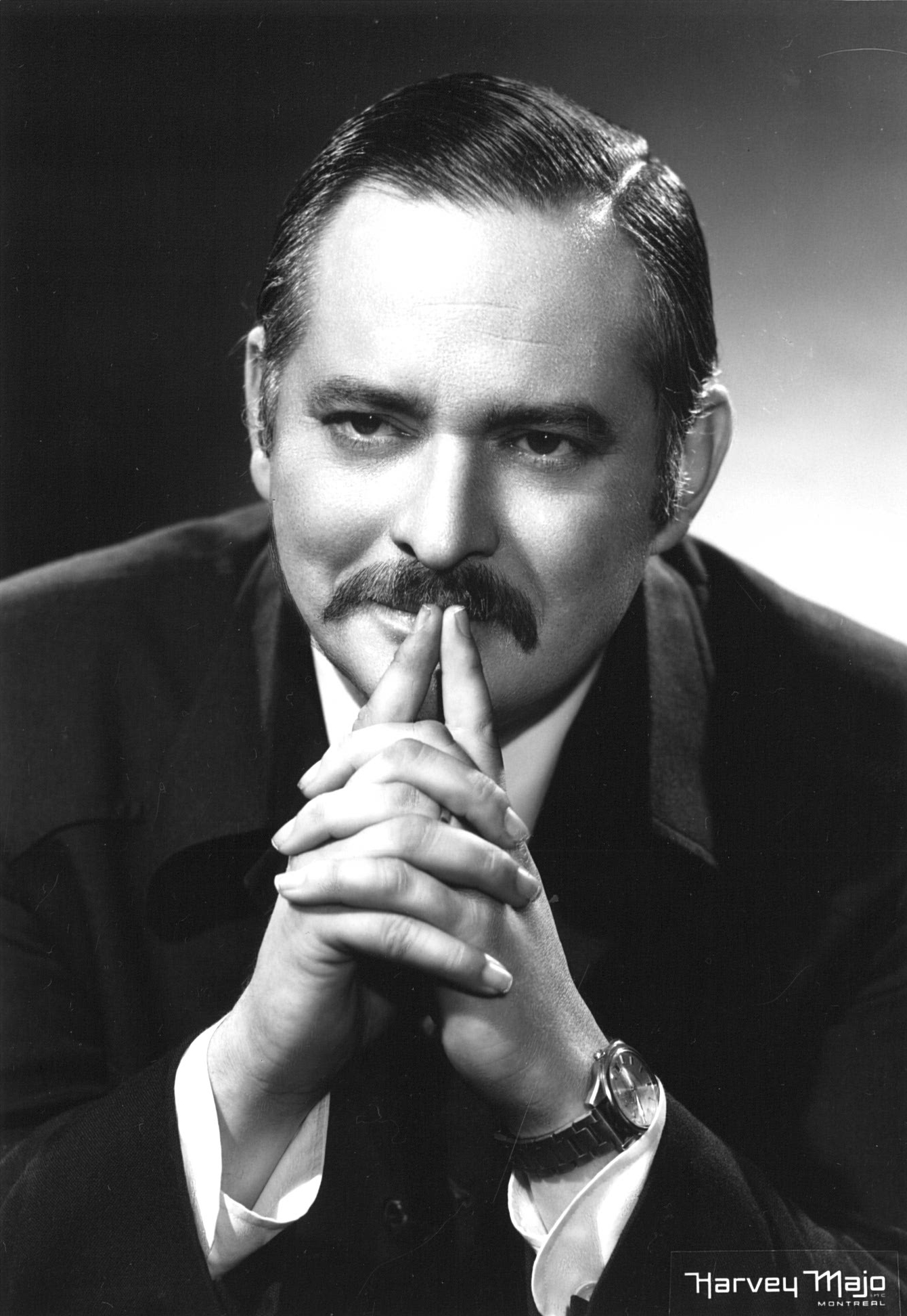
Jacques Parizeau en 1976.

Malgré les réticences de sa famille, Jacques Parizeau fait donc le saut en politique. Il se présente dans Ahuntsic aux élections de 1970. Candidat vedette du Parti québécois, il est présent sur toutes les tribunes afin de défendre les arguments économiques de l'option de l'indépendance. Malgré des sondages très favorables, la situation se corse en fin de campagne. Le 26 avril, neuf camions blindés se présentent au siège social du Trust Royal à Montréal. Une campagne médiatique fait alors croire à une fuite de valeurs mobilières vers l'Ontario. Cette manœuvre plombe la campagne du Parti québécois. Le 29 avril, Jacques Parizeau est battu par le libéral François Cloutier.
À la suite des élections, Jacques Parizeau poursuit son action politique. Il devient président du Conseil exécutif du Parti québécois le 13 juin 1970 (succédant à Camille Laurin, élu dans Bourget). En avril 1971, il cède sa place à Pierre Marois.
Aux élections de 1973, il se présente à nouveau comme candidat, cette fois dans Crémazie. Lors de ces élections déclenchées de manière anticipée par Robert Bourassa, Jacques Parizeau se voit catapulter sur les tribunes pour défendre un budget de l'an 1 d'un Québec indépendant. Préparé à son insu, ce budget fictif est sévèrement critiqué par le principal intéressé. Il y voit une façon pour le PQ de s'exposer inutilement aux attaques des fédéralistes, et de prêter le flanc à une campagne de peur servant à faire diversion sur le projet d'indépendance du Québec. Défendant le budget malgré les critiques, Jacques Parizeau ne réussit pas toutefois à se faire élire. Le 29 octobre, il est battu par le libéral Jean Bienvenue.
À l'automne 1976, le gouvernement de Robert Bourassa est en perte de vitesse. Le PQ, de son côté, est porté à la première position dans les sondages. Après une campagne ardue, le 15 novembre 1976, Jacques Parizeau est élu député de L'Assomption.

#### Ministre des Finances, ministre du Revenu et président du Conseil du Trésor
Élu, Jacques Parizeau est nommé au Conseil des ministres de René Lévesque. Homme de confiance de Lévesque, Parizeau jouit d'une grande influence au sein de son nouveau gouvernement. Fort de son expérience comme haut fonctionnaire de la Révolution tranquille, il se voit alors couronner de trois titres : ministre des Finances, ministre du Revenu et président du Conseil du Trésor. Portant désormais la crédibilité économique du projet indépendantiste sur ses épaules, Jacques Parizeau est celui qui doit faire face au spectre du « chantage financier ».
Dès la prise du pouvoir du Parti québécois, l’establishment canado-américain fait pression sur le gouvernement du Québec en restreignant son accès au financement. À Toronto et New York, les marchés financiers boudent les titres d’Hydro-Québec et du gouvernement, que certains surnomment les « Cubains du Nord ». Utilisant le même type stratégie qu'à l'époque de la nationalisation de l'hydroélectricité, Jacques Parizeau choisit de s'éloigner de l'épicentre et d'aller chercher à l'étranger le financement dont le Québec a besoin. Cette stratégie consiste à aller amasser des millions dans les circuits financiers éloignés des États-Unis pour ensuite revenir, les coffres pleins, pour montrer à l'establishment le coût de son refus. C'est ainsi qu'en janvier 1977, Jacques Parizeau entreprend sa première tournée de financement à l’étranger. Il commence par Düsseldorf en Allemagne, puis poursuit son chemin à Francfort. Il se rend ensuite en Suisse, puis en Angleterre et continue ainsi jusqu’au Japon. Revenu en Amérique, la solvabilité et l'excellente valeur des titres du Québec ne faisant plus aucun doute, les coffres-forts des institutions financières se déverrouillent enfin pour le ministre Parizeau,.

#### Création du Régime d'épargne-actions (RÉA)
Ayant pris le pouvoir dans une situation économique difficile, le gouvernement péquiste décide d'aider les travailleurs en baissant les impôts des plus pauvres et de la classe moyenne et en augmentant ceux des plus nantis en 1978. Toutefois, afin d'atténuer le fardeau des plus nantis et aussi de développer les entreprises québécoises, Jacques Parizeau lance un nouvel instrument le 27 mars 1979 : le Régime d'épargne-actions (RÉA). Unique en son genre en Amérique, le RÉA s'appuie sur une idée simple : permettre à l'État d'aider les investisseurs du Québec en déduisant de leurs impôts (à certaines conditions) les nouvelles actions achetées dans des « entreprises dont le siège social "ou la principale place d'affaires est située au Québec" ».
Cet instrument permet de renverser une tradition chez les francophones (les Québécois n’achetant autrefois que très peu d’actions d’entreprises) et d'en finir avec la sous-capitalisation des entreprises du Québec. Pour Matthew Fraser, l’auteur du livre Québec Inc., « le RÉA a été l’un des principaux moteurs de l’explosion actuelle des affaires au Québec. [...] De 1983 à 1987, le nombre de nouvelles compagnies publiques inscrites à la Bourse de Montréal a plus que triplé ». En effet, le RÉA permet l'expansion de Canam Manac (compagnie d'acier), du Groupe SNC (firme d'ingénierie), de la Société de gestion Unigesco, de Quebecor (entreprise de presse), de Bombardier (manufacturier de transport), ainsi que d'Aligro, des Magasins Le Château, du Groupe Transcontinental, et de Circo Craft.
Le RÉA connait ses plus belles années de 1983 à 1987 et recueille sur ces 5 années près de 5,1 milliards de dollars d'investissements. Le krach d'octobre 1987 brise cette dynamique. Par la suite, le RÉA ne retrouvera jamais son niveau d'activité du début des années 1980.

#### Référendum sur la souveraineté-association (1980)

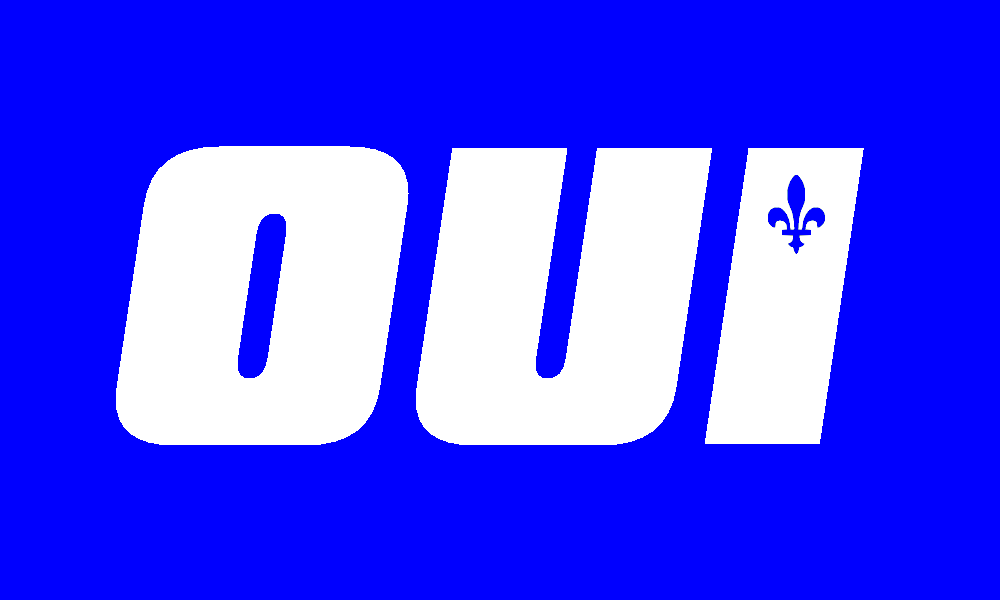
Lors du référendum de 1980, Jacques Parizeau milite pour le « Oui » à la souveraineté-association.

Le 20 mai 1980, le gouvernement de René Lévesque tient un référendum sur la souveraineté-association. Le projet souverainiste, ne récoltant que 40 % de voix, est rejeté par la population québécoise. À la suite de cette défaite, René Lévesque décide de s’inspirer de la démarche de Claude Morin (son ministre des Affaires intergouvernementales canadiennes) et de se lancer dans des négociations avec le reste du Canada.
S'opposant depuis toujours à la démarche étapiste de Claude Morin, Jacques Parizeau recommande à René Lévesque de ne pas entamer des négociations si rapidement après la défaite référendaire, redoutant un renouvellement du fédéralisme qui affaiblirait le Québec. Malgré ces réticences, Lévesque décide d'entreprendre des négociations avec les provinces anglophones. En octobre 1980, il s’oppose formellement au rapatriement unilatéral de la Constitution du Canada et au projet de charte des droits et libertés de Pierre Elliott Trudeau (qui affaiblirait les provinces).
Tenant de nouvelles élections le 13 avril 1981, le Parti québécois est reporté au pouvoir avec plus de 49 % des voix. Le Québec dirige alors un front commun de huit provinces (à l’exception de l'Ontario et du Nouveau-Brunswick) en vue des négociations constitutionnelles. Malgré son désaccord avec son chef, Jacques Parizeau continue de se plier à sa volonté. Par contre, il était choqué par l’atmosphère qui régnait autour de la délégation québécoise. Il n’est resté qu’une seule journée à cette conférence constitutionnelle de la dernière chance pour rentrer chez lui dès le lendemain. Toutefois, les discussions constitutionnelles prennent un tournant inattendu. Dans la nuit du 4 novembre 1981, des premiers ministres des provinces anglophones du front commun se rencontrent en secret et forment une entente constitutionnelle préliminaire, ignorant les demandes du Québec.
Le lendemain matin, René Lévesque apprend que les autres provinces du front commun ont abandonné le Québec. Ayant toute l'autorité pour rapatrier la Constitution canadienne en y enchâssant une charte des droits et libertés, Pierre Elliott Trudeau triomphe. Celle-ci sera signée officiellement à Ottawa le 17 avril 1982, en présence de la reine Élisabeth II. Toutes les provinces canadiennes signeront, à l’exception du Québec.

#### Croissance de la CDPQ
Ministre responsable de la Caisse de dépôt et placement du Québec (CDPQ), Jacques Parizeau nomme un nouveau président de l'institution le 20 février 1980 : Jean Campeau. L'arrivée de Campeau à la tête de la CDPQ marque le début d'une série d'achats importants, faisant passer le contrôle de plusieurs grandes entreprises entre des mains québécoises.
La première grande opération est l'achat de Gaz Métropolitain, en décembre 1980, avec l'acquisition de 30 % des actions par la CDPQ et 26 % des actions par la Société québécoise d'initiatives pétrolières (SOQUIP). La deuxième grande opération est l'achat de la compagnie minière Noranda en juillet 1981, réalisée grâce à une alliance avec les frères Bronfman (donnant à la CDPQ 30 % des actions d'un holding possédant 40 % du contrôle effectif de la compagnie). La troisième grande opération est l'acquisition de la papetière Domtar, en août 1981. Cette transaction est réalisée par une entente entre Paul Desmarais et le gouvernement du Québec, dans le but d'échanger tout le capital-actions de Domtar détenu par Power Corporation et ses filiales contre les 5,6 % du capital-actions du Canadien Pacifique (CP) détenues par la CDPQ – l'actionnaire le plus important du CP à cette époque. La transaction permet à l'État québécois de mettre la main Domtar en s'emparant de 42 % des actions. Dans les 18 mois suivant la transaction, Domtar investira 1,8 milliard de dollars au Québec, construisant une nouvelle usine à Windsor au Québec employant plus de 1 000 personnes.
Si la CDPQ finit par prendre Domtar, toutefois, elle sème la panique dans l'establishment canadien-anglais. Ian Sinclair (président du CP et beau-père de Pierre Elliott Trudeau) fait appel au gouvernement fédéral avec l'appui d'autres entreprises canadiennes-anglaises afin de bloquer la transaction. Le 2 novembre 1982, le Sénat dépose un projet de loi visant spécifiquement la Caisse sans toutefois la nommer. Le projet de loi interdit alors à toute société d’État de détenir plus de 10 % du capital-actions d’une entreprise impliquée dans le transport interprovincial (la CDPQ possède alors 9,97 % d'actions du CP). Ce projet de loi, qualifié de « machination de la bourgeoisie d’affaires anglophone pour protéger les chasses gardées contre les investisseurs francophones » par les médias, provoque une vive réplique au Québec. En l'espace de quelques heures, 21 présidents d’entreprises québécoises (plus le président de la Chambre de commerce de Montréal, Serge Saucier) viennent à la défense de la Caisse de dépôt et placement du Québec et demandent le retrait immédiat du projet de loi fédéral. Finalement, le projet de loi sera effectivement retiré, donnant la victoire à la CDPQ, mais faisant également renoncer Paul Desmarais à conquérir le CP.

#### Récession de 1981-1982

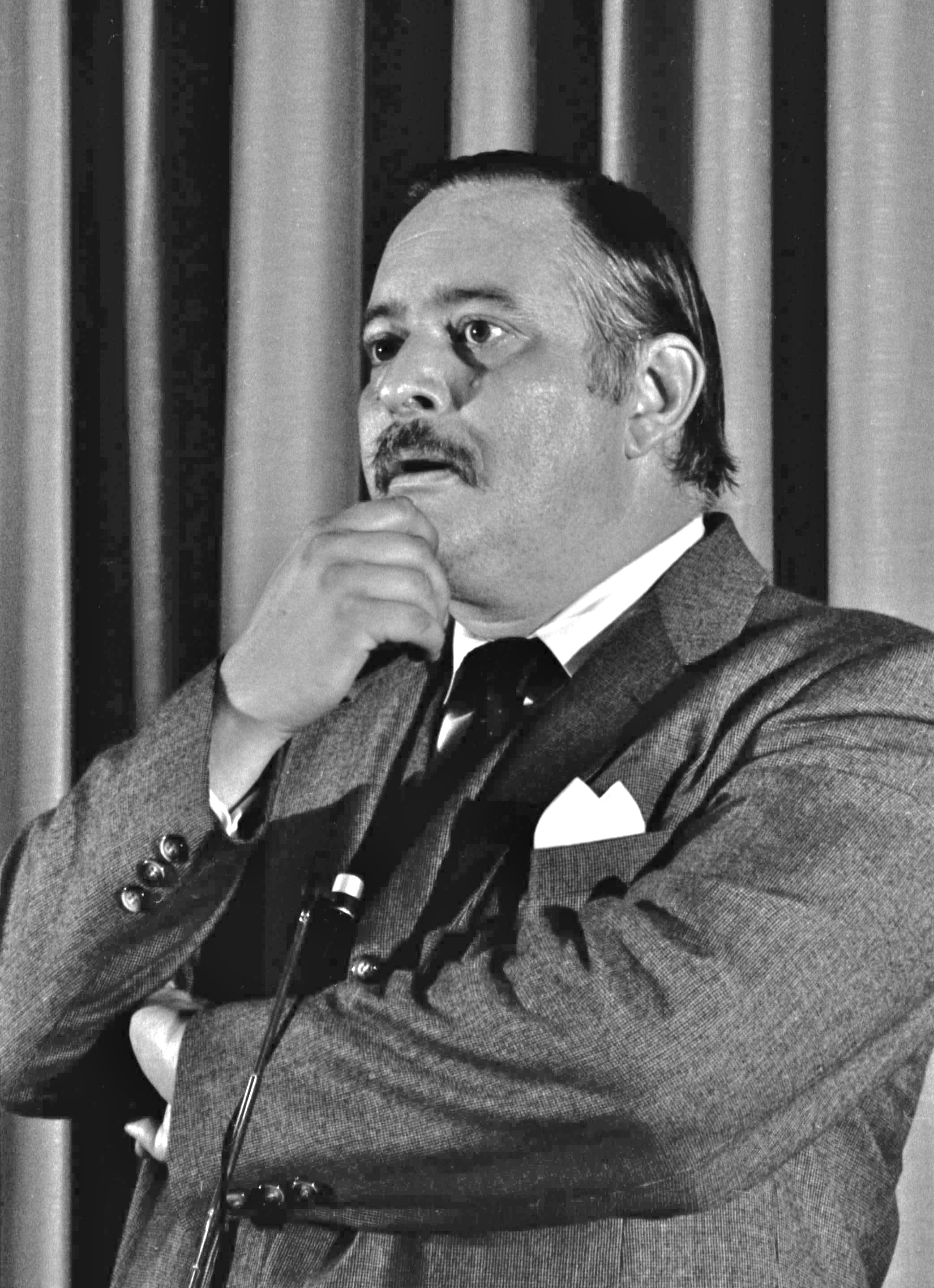
Jacques Parizeau en 1981.

Entre août et décembre 1981, l'économie québécoise commence à se dérégler. Les taux d’intérêt augmentent de façon dramatique, dépassant 20 %. Les faillites se multiplient. Les usines ferment et des milliers de personnes se retrouvent brusquement au chômage. Sans le savoir, le Québec amorce la pire récession économique depuis la Grande Dépression. Dans ce contexte extrêmement difficile, les conventions collectives signées avec les employés du secteur public plombent les finances de l'État. Responsable des négociations avec les employés du secteur public, Jacques Parizeau se retrouve dans l'obligation d'imposer des compressions budgétaires à tous les ministères. Yves Bérubé (devenu le nouveau président du Conseil du trésor à partir de 1981) cherche à imposer au ministre Parizeau une annulation des augmentations de salaire prévues pour 1982. Les centrales syndicales ne bougent pas. C'est l'impasse.
Face à un grand manque à gagner (plus de 700 millions de dollars en avril 1982), finalement, le Conseil des ministres décide d'accorder les augmentations prévues, mais de baisser les salaires de la fonction publique dès janvier 1983. Les salaires baisseront ainsi de 14,6 % en moyenne.
Afin de passer à travers la récession, Jacques Parizeau lance également le programme Corvée-habitation (avec la collaboration de la FTQ, alors la plus importante centrale syndicale du Québec) pour stimuler la construction domiciliaire en subventionnant une partie du taux hypothécaire. L'année suivante, Louis Laberge, président de la FTQ, propose la création d’un fonds des travailleurs. Le 23 juin 1983, la loi 192 vient sanctionner la mise sur pied du Fonds de solidarité de la FTQ : un fonds de retraite auquel toute la population du Québec pourra contribuer et profiter d’un crédit d’impôts de 35 %,.

#### Démission et retour à l'enseignement
En 1984, le Parti progressiste-conservateur de Brian Mulroney remporte les élections fédérales. Le nouveau premier ministre canadien s’est engagé pendant sa campagne à ramener le Québec dans le giron constitutionnel canadien « dans l'honneur et l'enthousiasme ». Séduit par l'idée, René Lévesque se met à rêver d’un beau risque à prendre avec ce nouveau gouvernement, afin que le Québec puisse reprendre la place qui lui convient dans le Canada.
Pour Jacques Parizeau, cette ultime tentative de renouveler le fédéralisme est totalement inacceptable. Dans un geste d'éclat, le 22 novembre 1984, il met fin à une longue relation de collaboration avec René Lévesque en présentant sa démission. Pour Jacques Parizeau, « l’espoir tenace de la dernière chance » accordée au fédéralisme, même avec un interlocuteur comme Brian Mulroney, est une « voie stérile et humiliante ». Avec lui, sept ministres et trois députés quittent également le gouvernement péquiste : Robert Dean, Louise Harel, Camille Laurin, Bernard Landry, Denis Lazure, Denise Leblanc-Bantey, Marcel Léger, Jacques Léonard, Pauline Marois, Gilbert Paquette et Guy Tardif.
Jacques Parizeau se retire de la vie publique et retourne enseigner aux HEC.

#### Retour en politique et Accord du lac Meech

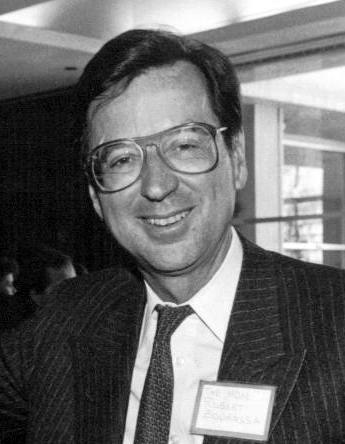
En 1985, Robert Bourassa redevient premier ministre du Québec.

Le 1er novembre 1987, René Lévesque meurt d’une crise cardiaque. Jacques Parizeau est dévasté. Pierre Marc Johnson, qui avait succédé à René Lévesque mais mené son parti à la défaite en 1985, ne survit politiquement que dix jours au décès du père fondateur du Parti québécois. Le 11 novembre, il annonce sa démission. Rapidement, Jacques Parizeau se présente à sa succession. Dans une course à la direction où il est finalement le seul en lice, le 18 mars 1988, l'économiste de 57 ans prend la direction du Parti québécois.
Jacques Parizeau revient en politique alors que les gouvernements de Québec (dirigé par Robert Bourassa) et d'Ottawa (dirigé par Brian Mulroney) tentent de faire adopter par l'ensemble des législatures canadiennes un accord permettant de répondre à toutes les demandes du Québec pour réintégrer la constitution : l'Accord du lac Meech. Ratifié en juin 1987 par l'Assemblée nationale du Québec, cet Accord se trouve toutefois menacé par une crise linguistique majeure. Celle-ci s'est déclenchée à la suite d'une décision de la Cour suprême du Canada invalidant plusieurs pans de la Charte de la langue française, notamment sur la place du français dans l'affichage commercial. Le PQ vient alors à la défense de la Charte, dans sa version intégrale de 1977. Cette crise fait vaciller les appuis à l'Accord du lac Meech dans les autres provinces canadiennes – d'abord au Nouveau-Brunswick, ensuite à Terre-Neuve et enfin au Manitoba.
Malgré la crise, aux élections du 25 septembre 1989, le Parti libéral dirigé par Robert Bourassa est reporté au pouvoir. Jacques Parizeau revient comme député en se faisant élire dans L'Assomption, devenant également le chef de l'opposition officielle.
Le 22 juin 1990, l'Accord du lac Meech est rejeté. La réforme de la constitution est un échec. Le premier ministre Robert Bourassa fait alors une déclaration solennelle semblant ouvrir la porte à l'indépendance du Québec (« Quoi qu'on dise et quoi qu'on fasse, le Québec est, aujourd'hui et pour toujours, une société distincte, libre et capable d'assumer son destin et son développement »). Jacques Parizeau « tend la main » à son premier ministre en souhaitant la tenue rapide d'un nouveau référendum sur la question.
Afin de se doter d'une nouvelle politique constitutionnelle, le gouvernement Bourassa décide de créer une commission sur l'avenir du Québec. La Commission Bélanger-Campeau (dirigée par Michel Bélanger et Jean Campeau) est ainsi créée en septembre 1990. Dans son rapport, la Commission recommande la tenue d'un référendum sur la souveraineté du Québec avant la fin de 1992. Le gouvernement suit cette recommandation en adoptant en juin 1991 le projet de loi 150. Ceci incite également le gouvernement fédéral à trouver une nouvelle solution pouvant à la fois conserver le Québec dans la fédération et satisfaire les demandes constitutionnelles des autres provinces. Cette solution se concrétisera dans un nouvel accord proposé : l'Accord de Charlottetown.

#### Accord de Charlottetown

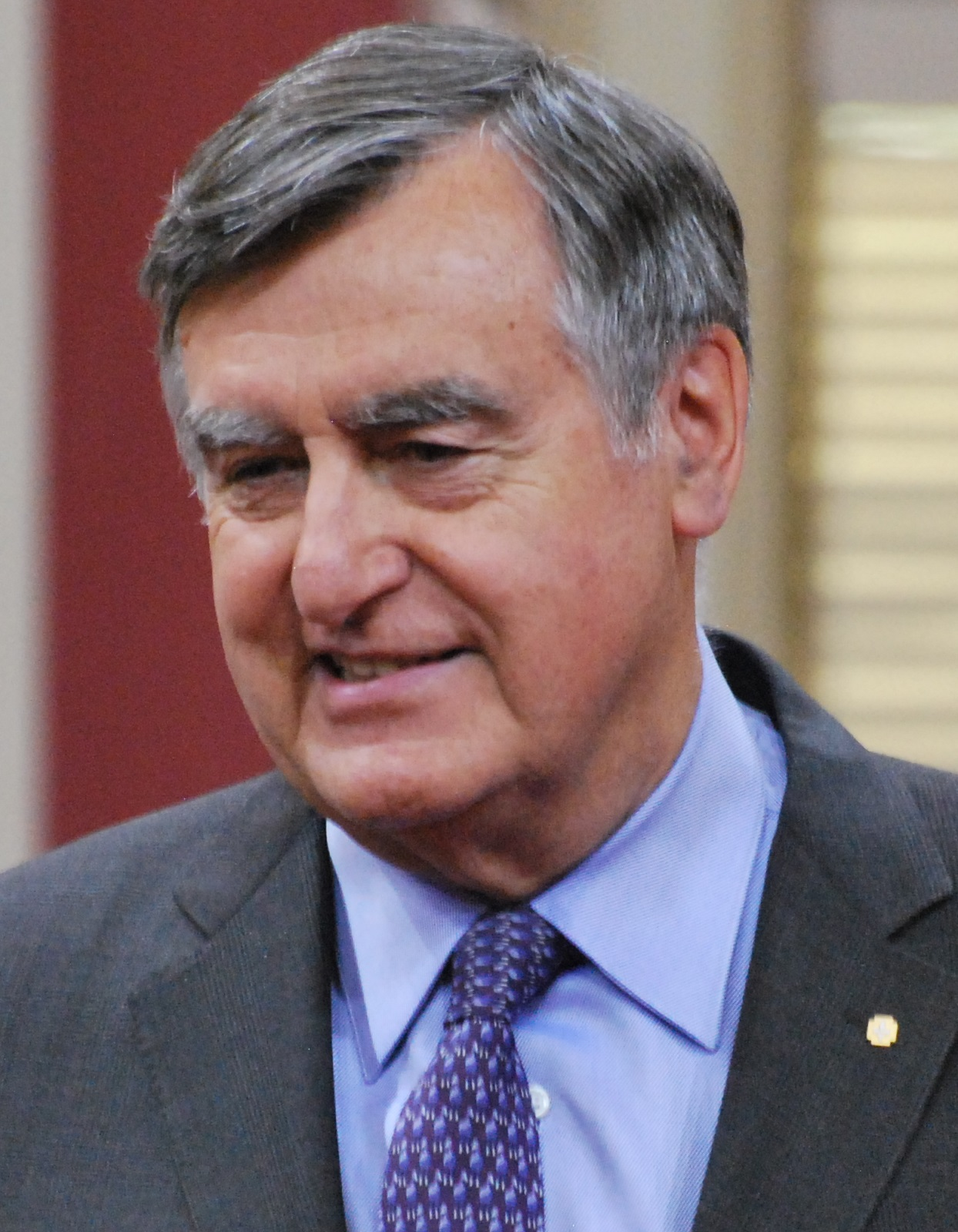
Lucien Bouchard dirige le Bloc québécois lors du référendum sur l'Accord de Charlottetown en 1992.

En septembre 1992, le premier ministre Bourassa revient sur sa promesse de tenir un référendum sur la souveraineté du Québec. Il fait amender la loi 150 la afin que le référendum porte finalement sur la ratification de l'Accord de Charlottetown. Par ce geste, il décide de réviser à la baisse les exigences constitutionnelles du Québec.
Lors de ce référendum, le PQ dirigé par Jacques Parizeau ainsi que le Bloc québécois (BQ) dirigé par Lucien Bouchard font campagne contre l'accord. À leurs yeux, il offre encore moins que les cinq conditions minimales posées par le Québec dans l'Accord du lac Meech.
Au scrutin du 26 octobre 1992, l'Accord de Charlottetown est finalement rejeté par 54,3 % des voix.

### Premier ministre du Québec
Après ce deuxième échec à réformer la constitution canadienne, de nouvelles élections sont déclenchées le 24 juillet 1994. Le 12 septembre 1994, le Parti québécois est porté au pouvoir avec 44,7 % des voix. Devenu premier ministre, Parizeau promet de tenir rapidement un référendum sur la souveraineté du Québec, au printemps 1995.
Le 6 décembre 1994, Jacques Parizeau présente un avant-projet de loi sur la souveraineté du Québec. Cet avant-projet de loi expose le projet visant à faire du Québec un État indépendant, de même que la démarche pour y parvenir. Il contient également une première forme de la question qui serait posée lors du référendum.
En février 1995, dix-huit (18) commissions régionales sur l’avenir du Québec sont créées dans toutes les régions du Québec, afin de recueillir les avis de la population sur son avenir politique. Toutefois, un sondage CROP également tenu en février 1995 indique que les appuis à la souveraineté plafonnent à environ 40 %. Ceux-ci continuent à plafonner jusqu'au printemps (41 % au 1er avril 1995). Au sein du gouvernement péquiste, plusieurs membres tentent alors de repousser la tenue du référendum. Depuis la Chambre des communes à Ottawa, le chef du Bloc québécois Lucien Bouchard partage également cet avis. Se rendant à leur point de vue, Jacques Parizeau accepte de repousser la tenue du référendum à l'automne.
Afin d'augmenter les appuis à l'option souverainiste, le 12 juin 1995, Jacques Parizeau décide d'ouvrir la coalition pour le Oui et de signer une entente tripartite incluant le Bloc québécois de Lucien Bouchard et l'Action démocratique du Québec du jeune Mario Dumont. Cette entente propose un projet commun, comprenant une offre de partenariat économique avec le reste du Canada, ainsi qu'une capacité de proclamer la souveraineté du Québec en cas d'un Oui.

#### Campagne référendaire de 1995

Statue de Jacques Parizeau devant le Parlement du Québec

La campagne référendaire s'ouvre officiellement le 1er octobre 1995. Au début de la campagne, le Oui plafonne à 45 % contre 55 % pour le Non. Cette difficulté force les troupes souverainistes à effectuer un changement de stratégie, une fois de plus. Le 7 octobre, dans un geste d'éclat, devant une foule de 1 500 partisans réunis à l'amphithéâtre de l'Université de Montréal, Jacques Parizeau présente le futur négociateur en chef pour un Québec souverain : Lucien Bouchard.
L'arrivée de Lucien Bouchard à la tête de la campagne du Oui est accueillie avec beaucoup d'enthousiasme dans le camp souverainiste. Cet enthousiasme se traduit rapidement dans la population générale. En effet, le 12 octobre, un sondage indique une remontée de l'option souverainiste, mettant au coude-à-coude le Non à 50,5 % et le Oui à 49,5 %. Face à cette remontée, le camp du Non revoit sa stratégie. Alors qu'en début de campagne, plusieurs ténors fédéralistes comme Jean Chrétien (premier ministre du Canada), Frank McKenna (premier ministre du Nouveau-Brunswick) et Mike Harris (premier ministre de l'Ontario) adoptent une attitude intransigeante, refusant d'emblée toute forme de négociation avec le Québec à la suite d'une victoire du Oui, d'autres comme la cheffe du NPD Alexa McDonough et le ministre fédéral des Finances Paul Martin, cherchent à rassurer les Québécois sur le fait « qu'un Non représentera vraiment l'évolution, pas le statu quo » dans l'ordre constitutionnel canadien.
De son côté, Jean Chrétien maintient la ligne dure et profite d'une visite officielle du premier ministre chinois Li Peng au Québec, les 13 et 14 octobre, pour vanter les avantages économiques du Canada et de ses relations avec la Chine. Jugeant que le Québec est relégué au second rang dans un événement se tenant sur son propre territoire, Jacques Parizeau refuse d'assister à l'événement. Le changement de stratégie du camp du Non fait également passer à l'avant-scène le chef des conservateurs fédéraux, Jean Charest. Le 22 octobre, malgré l'avance du Oui (à 50,2 % contre 49,8 % pour le Non), Jean Chrétien maintient la ligne dure et insiste pour que se poursuive la tenue des travaux à la Chambre des communes d'Ottawa.
Le 27 octobre, trois jours avant le vote, le comité du Non organise un grand rassemblement de citoyens à Montréal. Cette manifestation rassemble 150 000 Canadiens de toutes les provinces à la Place du Canada, pour ce que les organisateurs ont appelé un Unity Rally (« Rassemblement de l'unité »). Orchestrée par le ministre fédéral Brian Tobin, la manifestation attire également plusieurs politiciens fédéralistes dont le premier ministre de l'Ontario Mike Harris, le premier ministre du Nouveau-Brunswick, Frank McKenna, le premier ministre de la Nouvelle-Écosse, John Savage et la première ministre de l'Île-du-Prince-Édouard, Catherine Callbeck. À ceux-ci se joignent Jean Charest, Jean Chrétien et Daniel Johnson (chef du Parti libéral du Québec), dans le but de rallier les Québécois aux sentiments communs unissant les autres provinces canadiennes.

#### 30 octobre 1995
Le 30 octobre, le Québec vote sur son avenir. Pour Jacques Parizeau, ce référendum constitue l'aboutissement d'une carrière de 35 ans au service de l'État. Les résultats sont toutefois très décevants pour lui. Le Québec s'approche, à quelques milliers de votes près, de l'indépendance, mais le Non l'emporte finalement par 50,6 % des voix. À la suite de cette défaite, Jacques Parizeau prononce un discours devant ses militants. Il reconnaît la défaite. Critiquant les dépenses illégales engagées par les forces fédéralistes et la tendance chez les communautés ethnoculturelles non-francophones du rejet massif et systématique du projet souverainiste, il attribue la défaite « essentiellement » à de « l'argent et des votes ethniques ». Son discours se conclut en affirmant que « la prochaine fois », un vote pour le Oui à « 63 ou 64 % » suffira.
À la suite des résultats du référendum, ayant promis de quitter ses fonctions si le Non l'emportait, Jacques Parizeau respecte son engagement. Le lendemain, il annonce sa démission comme chef du Parti québécois et comme premier ministre du Québec. Il est alors âgé de 65 ans.
L'affirmation de Jacques Parizeau sur « l'argent et les votes ethniques » est vivement critiquée par les observateurs. Celle-ci marquera négativement son image publique et persistera après son départ de la vie politique,,,.
Le 29 janvier 1996, Lucien Bouchard succède à Jacques Parizeau à la direction du Parti québécois et du gouvernement du Québec.

### Départ de la vie politique

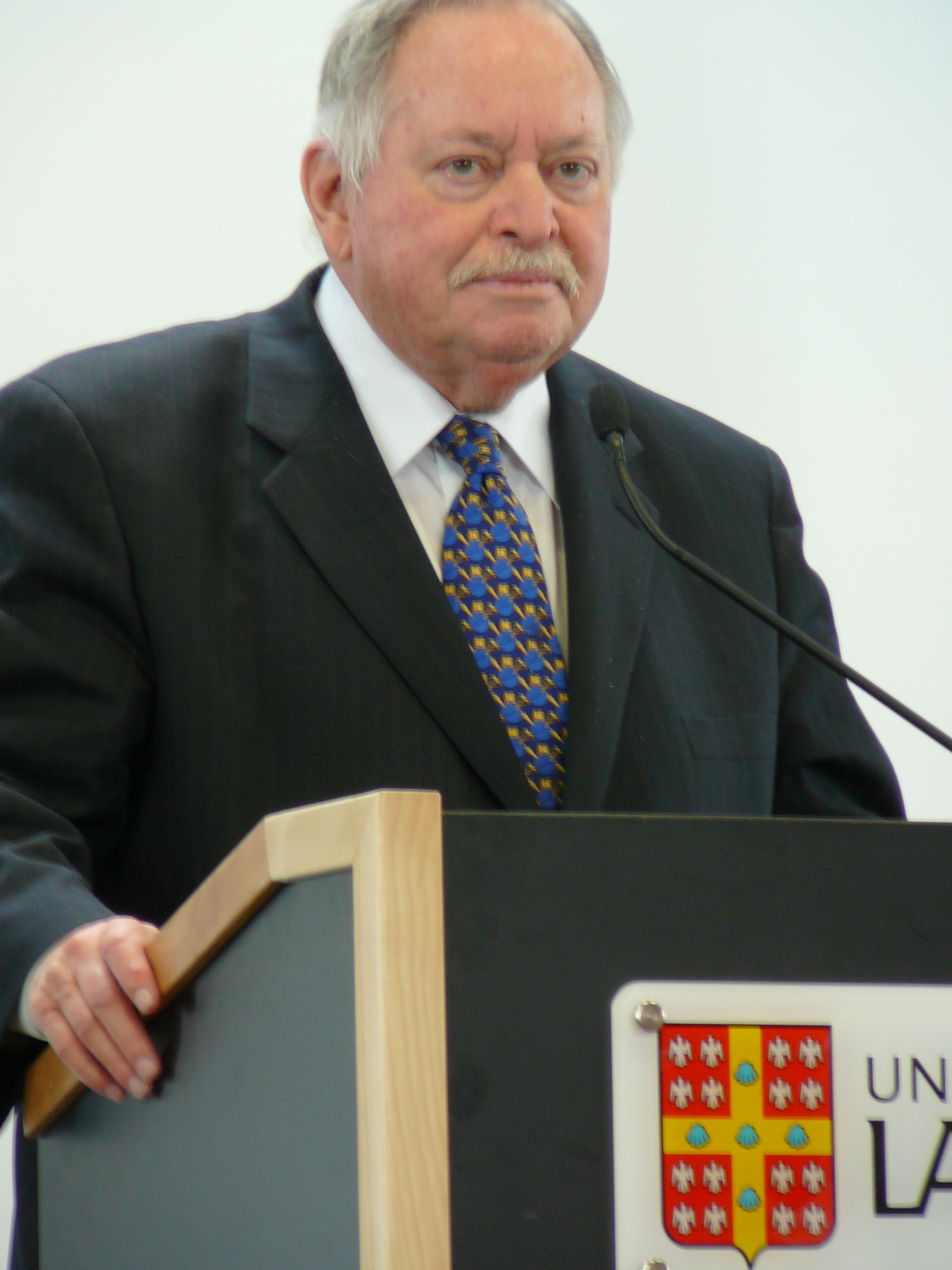
M. Parizeau donnant une conférence devant un auditoire d'étudiants, à l'Université Laval, en mars 2007.

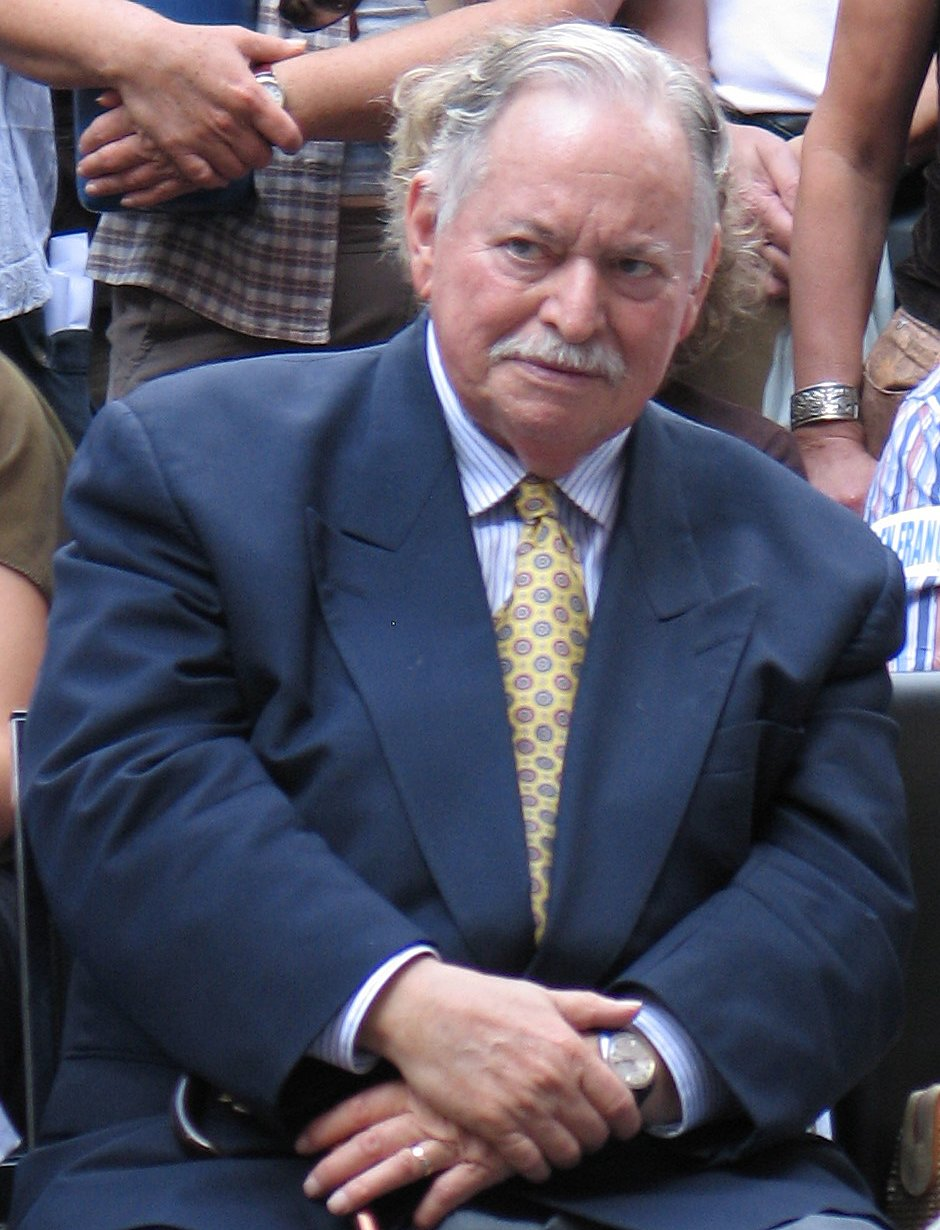
Jacques Parizeau en août 2007

Redevenu simple citoyen, Jacques Parizeau conserve néanmoins une grande stature politique. Il continue de commenter publiquement la situation politique du Québec, notamment la lenteur du nouveau gouvernement Bouchard et ses hésitations dans la promotion de l'indépendance. Il offre régulièrement des conférences sur l'économie et la politique, demeurant un invité particulièrement apprécié par les jeunes dans les institutions d'enseignement du Québec.
En 1999, il devient membre correspondant de l'Académie des sciences morales et politiques, l'une des cinq académies de l'Institut de France. En 2000, il devient commandeur de la Légion d'honneur de France.
Estimant avoir été diffamé par l'analyste financier Richard Lafferty, qui en 1993 avait fait tenté une comparaison entre la démagogie d'Hitler et des nazis et la rhétorique des chefs nationalistes québécois, il intente une poursuite en diffamation contre Lafferty et sa société. La poursuite est entendue en 1999 et un jugement final est rendu par la Cour d'appel du Québec en 2003. Après avoir déterminé que le tribunal a connaissance d'office des atrocités commises par les nazis pendant la Seconde Guerre mondiale, la Cour d'appel reconnaît la nature diffamatoire des propos et condamne solidairement les défendeurs à payer des dommages-intérêts.
Lors des élections de 2003, lors du débat des chefs entre Bernard Landry et Jean Charest, le chef libéral instrumentalise les paroles controversées du 30 octobre 1995 en citant un article du quotidien trifluvien Le Nouvelliste pour tenter de piéger le chef péquiste. Landry refuse de condamner les propos de Jacques Parizeau.
Aux élections de 2007, il soutient le Parti québécois, alors dirigé par André Boisclair. Celui-ci toutefois est défait par le Parti libéral dirigé par Jean Charest.
Durant la campagne électorale de 2012, Jacques Parizeau appuie officiellement l'élection de Jean-Martin Aussant, chef d'Option nationale. Parizeau fait aussi un don de 200 $ à sa campagne. L'épouse de Parizeau, Lisette Lapointe, fait un don de 740 $ et aide à l'élection de Jean-Martin Aussant. Le couple figure parmi les appuis les plus connus de la jeune formation souverainiste.
Le 14 janvier 2013, Option nationale annonce que Jacques Parizeau sera orateur invité lors de son congrès des 2 et 3 mars 2013.
Le 21 septembre 2014, Jacques Parizeau prononce un discours durant l'événement DestiNation (rassemblement citoyen pour l'indépendance), auquel assistent entre 800 et 1 000 personnes,,.

### Décès
Jacques Parizeau meurt le 1er juin 2015 à l'âge de 84 ans,,. Sa femme, Lisette Lapointe, en a fait l'annonce en s'exprimant ainsi : « Immense peine ce soir. L’homme de ma vie est parti. Tout en douceur, entouré de plein d’amour. Après un combat titanesque, hospitalisé durant cinq mois, traversant les épreuves, les unes après les autres avec un courage et une détermination hors du commun, il a dû rendre les armes ce soir, 1er juin, un peu avant 20 heures. Nous sommes dévastés. Nous l’aimons et l’aimerons toujours ».
Dans les jours suivants, des milliers de personnes défilent devant sa dépouille, exposée en chapelle ardente à Montréal, à l'édifice de la Caisse de dépôt et placement, puis à Québec, au Salon rouge de l'Assemblée nationale. Des funérailles d'État sont organisées en son honneur le 9 juin en l'église Saint-Germain-d'Outremont, auxquelles participent le premier ministre Philippe Couillard et cinq anciens premiers ministres.

### Vie privée
Jacques Parizeau épouse Alice Poznańska le 2 avril 1956, une femme de lettres, journaliste et criminologue québécoise d'origine polonaise. Le couple a deux enfants : Isabelle et Bernard. Alice Parizeau meurt en septembre 1990.
Le 12 décembre 1992, Jacques Parizeau épouse Lisette Lapointe. Lors des élections de 2007, elle est élue députée du Parti québécois dans la circonscription de Crémazie.
Il est le frère de l'homme d'affaires Robert Parizeau.

## Distinctions
- Désigné personnage historique en vertu de la Loi sur le patrimoine culturel le 9 juin 2015[117]
- Doctorat honorifique de l'Université de Montréal, en octobre 2014
- Diplômé émérite, 2009 - HEC Montréal[118]
- Grand officier de l'Ordre national du Québec (G.O.Q.), 2008[119]
- Prix Louis-Joseph-Papineau du Rassemblement pour un pays souverain, le 22 mai 2006[120]
- Commandeur de la Légion d'honneur, 2000
- Professeur honoraire - HEC Montréal en 1997[121]

## Hommages

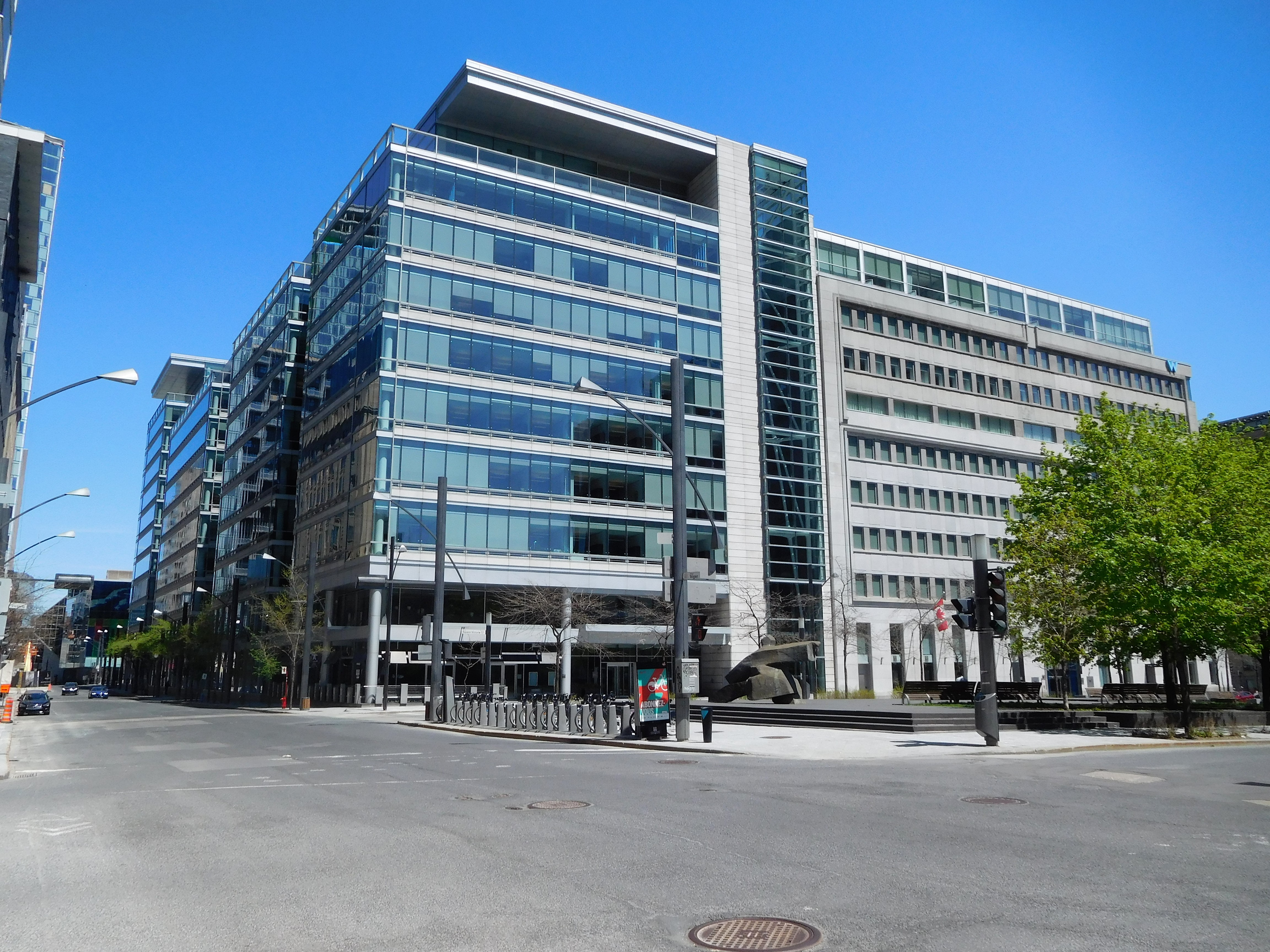
Édifice Jacques-Parizeau sur l'avenue Viger près du Square Victoria à Montréal.

- Édifice Jacques-Parizeau sur l'avenue Viger près du Square Victoria à Montréal.Rue Jacques-Parizeau, une rue de la ville de Québec qui honore la mémoire de Jacques Parizeau depuis le 29 juillet 2016[122]
- Édifice Jacques-Parizeau, l'édifice qui abrite, à Montréal, le bureau principal de la Caisse de dépôt et placement du Québec, créée par Parizeau en 1965[123]
- Parc Jacques-Parizeau, un parc public de l'arrondissement d'Outremont (Montréal), autrefois connu comme le parc de Vimy, a été rebaptisé en sa mémoire en octobre 2016[124]. Parizeau a vécu une bonne partie de sa vie sur l'avenue Robert, face à ce parc[125]
- Le 24 septembre 2018, la ville de Drummondville a inauguré le parc Jacques-Parizeau, anciennement appelé parc Joly[126].
- Le prix Jacques-Parizeau, institué en 2011 par les Intellectuels pour la souveraineté du Québec, « vise à reconnaître l’apport d’un intellectuel pour ses contributions remarquées à l’avancement des connaissances ou des arts au Québec et pour ses prises de positions publiques insignes en faveur de la souveraineté du Québec »[127].
- Maison Jacques-Parizeau, une résidence d’artistes située à L'Assomption[128] (en construction)
- Le 1er juin 2022, un monument en hommage à Jacques Parizeau est dévoilé du côté sud-ouest de l'Hôtel du Parlement, à Québec[129].

## Résultats électoraux de Jacques Parizeau
|       | Nom               | Parti                 | Nombre de voix | %      | Maj. |
| ----- | ----------------- | --------------------- | -------------- | ------ | ---- |
|       | François Cloutier | Libéral               | 17 208         | 45,5 % | 972  |
|       | Jacques Parizeau  | Parti québécois       | 16 236         | 43 %   | -    |
|       | Euclide Laliberté | Union nationale       | 3 760          | 9,9 %  | -    |
|       | Arcade Trudeau    | Ralliement créditiste | 588            | 1,6 %  | -    |
| Total | Total             | Total                 | 37 792         | 100 %  |      |

|       | Nom                   | Parti           | Nombre de voix | %      | Maj.  |
| ----- | --------------------- | --------------- | -------------- | ------ | ----- |
|       | Jean Bienvenue        | Libéral         | 15 993         | 50,2 % | 1 396 |
|       | Jacques Parizeau      | Parti québécois | 14 597         | 45,8 % | -     |
|       | H.-Jacques Desjardins | Créditiste      | 783            | 2,5 %  | -     |
|       | Daniel Rock           | Union nationale | 450            | 1,4 %  | -     |
|       | Marc Blouin           | Communiste      | 50             | 0,2 %  | -     |
| Total | Total                 | Total           | 31 873         | 100 %  |       |

|       | Nom               | Parti                    | Nombre de voix | %      | Maj.   |
| ----- | ----------------- | ------------------------ | -------------- | ------ | ------ |
|       | Jacques Parizeau  | Parti québécois          | 26 449         | 54,5 % | 14 439 |
|       | J.-Roland Comtois | Libéral                  | 12 010         | 24,7 % | -      |
|       | Michel Duval      | Union nationale          | 8 155          | 16,8 % | -      |
|       | Louis Comtois     | Ralliement créditiste    | 1 724          | 3,6 %  | -      |
|       | Henri Kelada      | Parti national populaire | 205            | 0,4 %  | -      |
| Total | Total             | Total                    | 48 543         | 100 %  |        |

|       | Nom                        | Parti           | Nombre de voix | %      | Maj.   |
| ----- | -------------------------- | --------------- | -------------- | ------ | ------ |
|       | Jacques Parizeau (sortant) | Parti québécois | 22 605         | 61,6 % | 10 455 |
|       | André Ouellette            | Libéral         | 12 150         | 33,1 % | -      |
|       | Paul Marsan                | Union nationale | 1 934          | 5,3 %  | -      |
| Total | Total                      | Total           | 36 689         | 100 %  |        |

|       | Nom                        | Parti           | Nombre de voix | %      | Maj.  |
| ----- | -------------------------- | --------------- | -------------- | ------ | ----- |
|       | Jacques Parizeau           | Parti québécois | 18 590         | 55,5 % | 5 134 |
|       | Jean-Guy Gervais (sortant) | Libéral         | 13 456         | 40,2 % | -     |
|       | Bryan Speight              | Vert            | 1 439          | 4,3 %  | -     |
| Total | Total                      | Total           | 33 485         | 100 %  |       |

|       | Nom                        | Parti               | Nombre de voix | %      | Maj.   |
| ----- | -------------------------- | ------------------- | -------------- | ------ | ------ |
|       | Jacques Parizeau (sortant) | Parti québécois     | 21 809         | 56 %   | 10 992 |
|       | Luc Archambault            | Libéral             | 10 817         | 27,8 % | -      |
|       | Éric Boisselle             | Action démocratique | 5 925          | 15,2 % | -      |
|       | Lisette Proulx             | Loi naturelle       | 366            | 0,9 %  | -      |
| Total | Total                      | Total               | 38 917         | 100 %  |        |

### Résultats électoraux du Parti québécois sous Parizeau
| Partis | Partis                       | Chef               | Candidats | Sièges | Sièges | Voix      | Voix   | Voix    |
| Partis | Partis                       | Chef               | Candidats | 1985   | Élus   | Nb        | %      | +/-     |
| --- | ---------------------------- | ------------------ | --------- | ------ | ------ | --------- | ------ | ------- |
| | Libéral                      | Robert Bourassa    | 125       | 99     | 92     | 1 702 808 | 50 %   | -6,04 % |
| | Parti québécois              | Jacques Parizeau   | 125       | 23     | 29     | 1 369 067 | 40,2 % | +1,47 % |
| | Égalité                      | Robert Libman      | 19        | -      | 4      | 125 726   | 3,7 %  | -       |
| | Vert                         | Jean Ouimet        | 46        | -      | -      | 67 675    | 2 %    | +1,85 % |
| | NPD Québec                   | Roland Morin       | 55        | -      | -      | 41 504    | 1,2 %  | -1,20 % |
| | Parti Unité                  | James Atkinson     | 16        | -      | -      | 33 862    | 1 %    | -       |
| | Parti citron                 | Denis R. Patenaude | 11        | -      | -      | 7 550     | 0,2 %  | -       |
| | Travailleurs                 |                    | 19        | -      | -      | 5 497     | 0,2 %  | -       |
| | Progressiste conservateur    | André Asselin      | 12        | -      | -      | 4 750     | 0,1 %  | -0,89 % |
| | Parti indépendantiste (1985) | Gilles Rhéaume     | 12        | -      | -      | 4 607     | 0,1 %  | -0,31 % |
| | Marxiste-léniniste           |                    | 30        | -      | -      | 4 245     | 0,1 %  | -       |
| | Parti 51                     |                    | 11        | -      | -      | 3 846     | 0,1 %  | -       |
| | Crédit social uni            | Jean-Paul Poulin   | 11        | -      | -      | 2 973     | 0,1 %  | +0,04 % |
| | Mouvement socialiste         |                    | 10        | -      | -      | 2 203     | 0,1 %  | +0,01 % |
| | République du Canada         |                    | 11        | -      | -      | 1 799     | 0,1 %  | -0,02 % |
| | Communiste                   | Samuel Walsh       | 10        | -      | -      | 808       | 0 %    | +0,00 % |
| | Libertarien                  |                    | 1         | -      | -      | 192       | 0 %    | -       |
| | Indépendant                  | Indépendant        | 33        | -      | -      | 29 797    | 0,9 %  | +0,44 % |
| Total | Total                        | Total              | 557       | 122    | 125    | 3 408 909 | 100 %  |         |
| Le taux de participation lors de l'élection était de 75 % et 92 159 bulletins ont été rejetés. Il y avait 4 670 690 personnes inscrites sur la liste électorale pour l'élection. |                              |                    |           |        |        |           |        |         |

| Partis | Partis                 | Chef               | Candidats | Sièges | Sièges | Voix      | Voix   | Voix    |
| Partis | Partis                 | Chef               | Candidats | 1989   | Élus   | Nb        | %      | +/-     |
| --- | ---------------------- | ------------------ | --------- | ------ | ------ | --------- | ------ | ------- |
| | Parti québécois        | Jacques Parizeau   | 125       | 29     | 77     | 1 751 442 | 44,8 % | +4,59 % |
| | Libéral                | Daniel Johnson     | 125       | 92     | 47     | 1 737 698 | 44,4 % | -5,55 % |
| | Action démocratique    | Mario Dumont       | 80        | -      | 1      | 252 721   | 6,5 %  | -       |
| | NPD Québec             | Jocelyne Dupuis    | 41        | -      | -      | 33 269    | 0,9 %  | -0,37 % |
| | Loi naturelle          |                    | 102       | -      | -      | 33 206    | 0,8 %  | -       |
| | Égalité                | Keith Henderson    | 17        | 4      | -      | 11 526    | 0,3 %  | -3,67 % |
| | Souveraineté du Québec |                    | 19        | -      | -      | 5 566     | 0,1 %  | -       |
| | Vert                   | Éric Ferland       | 11        | -      | -      | 5 499     | 0,1 %  | -1,85 % |
| | Parti citron           | Denis R. Patenaude | 10        | -      | -      | 4 087     | 0,1 %  | -0,12 % |
| | Canada !               |                    | 10        | -      | -      | 2 567     | 0,1 %  | -       |
| | République du Canada   |                    | 18        | -      | -      | 2 258     | 0,1 %  | -0,01 % |
| | Développement Québec   |                    | 11        | -      | -      | 1 876     | 0 %    | -       |
| | Parti innovateur       |                    | 11        | -      | -      | 1 861     | 0 %    | -       |
| | Parti économique       |                    | 9         | -      | -      | 1 759     | 0 %    | -       |
| | Marxiste-léniniste     |                    | 13        | -      | -      | 1 171     | 0 %    | -0,09 % |
| | Communiste             | Ginette Gauthier   | 10        | -      | -      | 1 062     | 0 %    | +0,01 % |
| | Indépendant            | Indépendant        | 68        | -      | -      | 66 221    | 1,7 %  | +0,82 % |
| Total | Total                  | Total              | 680       | 125    | 125    | 3 913 789 | 100 %  |         |
| Le taux de participation lors de l'élection était de 81,6 % et 78 239 bulletins ont été rejetés. Il y avait 4 893 465 personnes inscrites sur la liste électorale pour l'élection. |                        |                    |           |        |        |           |        |         |

## Citations
- « Je ne suis pas entré en politique pour travailler seize heures par jour et pour être ministre des Finances d'une province. Je travaille pour devenir ministre des Finances d'un pays » — Jacques Parizeau, en 1985, lors de sa démission du cabinet Lévesque[137] (Pierre Duchesne[138], Jacques Parizeau, tome 2, Québec Amérique, 2002, p. 505)
- « Mon Dieu, je botterais le derrière de quiconque au Québec qui ne saurait parler l'anglais. En effet, à notre époque, un petit peuple comme nous se doit de le parler. » — Jacques Parizeau (Time Magazine, 1992)[139]
- « ...On a été battu par quelques dizaines de milliers de voix. Ben, dans ce temps-là, qu'est-ce qu'on fait ? On se crache dans les mains et pis on r'commence ! » — Jacques Parizeau (discours du 30 octobre 1995)[140]
- « C'est vrai, c'est vrai qu'on a été battus, au fond, par quoi ? Par l'argent puis des votes ethniques, essentiellement. Alors, ça veut dire que, la prochaine fois, au lieu d'être 60 ou 61 % à voter « Oui », on sera 63 ou 64 % et ça suffira. » — Jacques Parizeau (discours du 30 octobre 1995)[137]
- « La souveraineté telle que nous la concevons est le contraire du repli sur soi » - Jacques Parizeau, en 1994
- « La souveraineté du Québec, c'est le prolongement de cette volonté d'ouverture, de participation au concert des nations, aux échanges des idées, des cultures et des produits. » - Jacques Parizeau, en 1994[140]
- « Notre tâche donc est de convaincre ces Québécois qui ont le goût et la volonté de prendre en main leur destinée qu'il n'y a qu'une façon d'être plus autonome, c'est d'être souverain » - Jacques Parizeau, en 1994[141]
- « La force politique du Québec au sein du Canada s'efface progressivement. Il faut en sortir » - Jacques Parizeau, en 1995
- « Car si on se dit non, on sera de nouveau condamnés à la stratégie de la survivance, au repli défensif pour tenter de protéger notre langue et notre culture avec les moyens du bord: ceux d'une province, ceux d'un peuple non reconnu, d'un peuple condamné à être de plus en plus minoritaire, avec tous les risques que comporte le statut minoritaire » - Jacques Parizeau, en 1995[142]
- « Plusieurs d'entre vous seront surpris d'apprendre qu'à ce jour, la Constitution canadienne et les institutions canadiennes refusent de reconnaître l'existence des sept millions de Québécois en tant que nation, en tant que peuple, ou en tant que société distincte. » - Jacques Parizeau, (devant l'Institut France-Amériques, en 1995)
- « Bien des années plus tard, en voyant avec quelle facilité la Slovaquie se sépare paisiblement de la République tchèque avec un simple vote de son parlement, j'aurai comme un coup de cœur. » - Jacques Parizeau, en 1997[143]
- « Je demeure convaincu que le seul critère important quant à l'orientation du vote sur la souveraineté, c'est la langue. Ce n'est pas ni la race, ni la couleur; c'est la langue. Je connais beaucoup de souverainistes d'origine haïtienne alors que je n'en connais aucun chez les Jamaïcains. » - Jacques Parizeau, en 1997[144]

## Publications
Jacques Parizeau est à titre d'économiste l'auteur de nombreux articles, chapitres, comptes-rendus, etc. Il est directeur de la revue L'Actualité économique de 1955 à 1961. À titre d'intellectuel et de politique, il publie des articles, des discours, des conférences et quelques essais. Il est chroniqueur de l'hebdomadaire Québec-Presse de 1969 à 1974 et éditorialiste du journal Le Jour en 1974 et 1975. En 2014, il est chroniqueur invité au Journal de Montréal.
- Jacques Parizeau, Pour un Québec souverain, Montréal, VLB éditeur, 1997, 351 p. (ISBN 2-89005-655-4, lire en ligne)
- Jacques Parizeau, Le Québec et la mondialisation : une bouteille à la mer?, Montréal, VLB éditeur, 1998, 45 p. (ISBN 2-89005-688-0)
- Jacques Parizeau, Lettre ouverte aux juges de la Cour suprême, Montréal, VLB éditeur, 1998, 30 p. (ISBN 2-89005-699-6)
- Jacques Parizeau, Entre l'innovation et le déclin : l'économie québécoise à la croisée des chemins, Montréal, HEC Montréal, 2007, 40 p. (ISBN 978-2-921485-26-5 et 2-921485-26-5, lire en ligne)
- Jacques Parizeau, La souveraineté du Québec : hier, aujourd'hui et demain, Montréal, Éditions Michel Brûlé, 2009, 254 p. (ISBN 978-2-89485-455-6, présentation en ligne)
- Jacques Parizeau (trad. Robin Philpot), An independent Quebec : the past, the present and the future, Montréal, Baraka Books, 2010, 242 p. (ISBN 978-0-9812405-6-5)